# 21 de mayo
El 21 de mayo es el 141.º (centésimo cuadragésimo primer) día del año en el calendario gregoriano y el 142.º en los años bisiestos. Quedan 224 días para finalizar el año.

## Acontecimientos
- 293: en Roma, los emperadores romanos Diocleciano y Maximiano nombran a Galerio como César de Diocleciano, iniciando así el período de cuatro gobernantes conocido como la Tetrarquía.
- 822: en Córdoba (España), Abderramán II es nombrado nuevo emir omeya del emirato de Córdoba.
- 878: en la isla de Sicilia, los aglabíes musulmanes toman la villa de Siracusa tras nueve meses de asedio.
- 879: en Roma, el papa Juan VIII bendice a Branimir de Croacia y al pueblo croata, lo que se considera el primer reconocimiento internacional del Estado croata.
- 996: Otón III, de 16 años, es coronado emperador del Sacro Imperio Romano Germánico.
- 1091: en Daguestán, en el Cáucaso ruso, se escribe por primera vez (en idioma ávaro) acerca de un eclipse.
- 1254: en Alemania, tras la muerte del emperador Conrado IV, comienza un período de anarquía conocida como el Gran Interregno.
- 1271: 122 km al oeste de Budapest, las fuerzas del rey checo Otakar II de Bohemia vencen a las fuerzas del rey húngaro Esteban V en la batalla de Rab.
- 1293: en el norte de la península ibérica, Sancho IV de Castilla y León vuelve a incluir la aldea de Villímar a la ciudad de Burgos.
- 1349: en Skopie (hoy capital de Macedonia del Norte), 431 km al sureste de Belgrado (Serbia), Dušan el Poderoso promulga el Código de Dušan, la constitución del Imperio serbio.
- 1363: en Valencia (España), Pedro el Cruel de Castilla ataca la ciudad y comienza un asedio que durará hasta el 10 de junio, cuando se retirará a causa de la heroica defensa de los valencianos, comandados por el infante Alfonso (Guerra de los Dos Pedros).
- 1402: en la iglesia de Santa Águeda, en la ciudad de Catania (isla de Sicilia) Blanca I (reina de Navarra) se casa por poder con Martín I de Sicilia (rey de Sicilia, hijo y heredero de Martín I de Aragón).
- 1403: en Castilla (península ibérica) Enrique III envía a Ruy González de Clavijo como embajador ante los tártaros para tratar de conseguir una alianza entre Tamerlán y Castilla contra los otomanos.
- 1462: en Zaragoza (Aragón), el rey Juan II firma el Tratado de Bayona.
- 1471: en la capilla de la torre Wakefield, apenas 45 metros al suroeste de la Torre de Londres, los soldados del rey Eduardo IV, de la Casa de York, asesinan al rey Enrique VI de Inglaterra mientras rezaba.
- 1499: en España, los Reyes Católicos prometen que concederán libertades a quienes viajen al continente americano.
- 1499: en La Española (nombre dado por Cristóbal Colón a la isla que hoy ocupan Haití y República Dominicana), Francisco de Bobadilla es nombrado jefe de la isla con poderes ilimitados.
- 1502: en medio del océano Atlántico sur, a 3134 km al noroeste de Ciudad del Cabo, el navegante español Juan de Nova (que trabajaba para los portugueses) y sus hombres, que regresaban de un viaje desde la India, descubren la minúscula isla de Santa Elena, de 15 × 11 km. Dejaron ganado, verduras y árboles frutales, construyeron una capilla y una choza, donde dejaron a los enfermos para devolverlos a Portugal en la siguiente embarcación si se recuperaban, pero sin llegar a formar un asentamiento permanente. En 1588 los británicos se apropiarán de la isla.
- 1541: en el sur de la actual Estados Unidos, los españoles liderados por Hernando de Soto, se convierten en los primeros europeos en conocer la boca del río Misisipi, el más grande de América del Norte.
- 1554: María I de Inglaterra concede una cédula real a la Escuela de Derby, como escuela secundaria para varones.
- 1635: Francia ingresa en la guerra de los Treinta Años (1618-1648).
- 1655: en el mar Caribe, los británicos desembarcan e invaden la Jamaica española.
- 1659: en el Concierto de La Haya (1659), la República Holandesa, la Mancomunidad de Inglaterra y el Reino de Francia exponen sus puntos de vista sobre el fin de la Segunda Guerra del Norte.
- 1660: a 80 km al oeste de Montreal (Canadá), concluye la batalla de Long Sault tras cinco días en los que la Confederación Iroquesa vence a la milicia colonial francesa de la «Nueva Francia», con sus aliados hurones y algonquinos.
- 1674: en Polonia, la aristocracia elige a Juan III Sobieski rey de Polonia y gran duque de Lituania.
- 1703: Daniel Defoe es encarcelado por publicar un «libelo sedicioso».
- 1712: en el Imperio ruso, el emperador Pedro I de Rusia traslada la capital desde Moscú a San Petersburgo.
- 1725: la Orden de San Alejandro Nevski es instituida en Rusia por la emperatriz Catalina I. Posteriormente, sería discontinuada y reinstaurada por el gobierno soviético en 1942 como la Orden de Alejandro Nevski.
- 1744: comienza otra guerra entre Inglaterra y Francia.
- 1758: en Pensilvania (Estados Unidos) ―en el marco de la guerra franco-india, que formó parte de la guerra de los Siete Años (1754‑1763)―, los lenape secuestran a la niña Mary Campbell (10). Será devuelta seis años y medio después.
- 1792: cerca de la ciudad de Shimbara, en la isla japonesa de Kyūshū, 385 km al suroeste de Hiroshima (Japón), un domo de lava se derrumba en el volcán Unzen. El terremoto provoca un tsunami que causa la muerte de 15 000 víctimas fatales.
- 1799: en la costa mediterránea de Palestina (que en esa época formaba parte del Imperio otomano), Napoleón Bonaparte abandona el asedio al puerto otomano de Acre, tras dos meses. Este fue el punto de inflexión de la campaña egipcia de Bonaparte y una de sus primeras derrotas importantes en su carrera militar.
- 1800: en la frontera entre Francia e Italia cruza el ejército invasor de Napoleón.
- 1804: en París (Francia) se inaugura Père Lachaise.
- 1809: el primer día de la batalla de Aspern-Essling entre el ejército austríaco liderado por el Archiduque Carlos y el ejército francés liderado por Napoleón Bonaparte, se detiene el ataque francés a través del río Danubio.
- 1813: en Sajonia, 190 km al sur de Berlín, el ejército francés de Napoleón derrota a prusianos y rusos en la batalla de Bautzen.
- 1822: en México, Agustín de Iturbide jura como emperador del Primer Imperio mexicano.
- 1831: en París (Francia), Daguerre comunica a su socio Niépce el casual descubrimiento de la impresionabilidad del yoduro de plata por la luz, base de la fotografía.
- 1840: 1962 km al este de la costa australiana, un capitán Hobson reclama la soberanía británica sobre Nueva Zelanda.
- 1842: en San Petersburgo (Imperio ruso) se publica Las almas muertas, el primer libro de Nicolás Gogol.
- 1851: en Colombia, el presidente José Hilario López abole legalmente la esclavitud.
- 1851: en Australia se descubre el primer oro de ese país.
- 1856: en el estado de Kansas (Estados Unidos), soldados esclavistas capturan e incendian la villa de Lawrence.
- 1859: en Londres (Reino Unido) se inaugura el reloj Big Ben.
- 1861: en Estados Unidos ―en el marco de la guerra civil estadounidense (1861‑1865)―, el estado de Carolina del Sur decide separarse de la Unión.
- 1863: 32 km al norte de Nueva Orleans, en el estado de Luisiana (Estados Unidos) ―en el marco de la guerra civil estadounidense (1861‑1865)― el Ejército de la Unión (norteño) cierra en la batalla de Plains Store la última ruta de escape de Port Hudson, preparándose para el asedio de Port Hudson.
- 1863: en Battle Creek (estado de Míchigan), 30 pastores evangélicos ―basados en las «visiones» de la mística Ellen White (35)― fundan la Iglesia Adventista del Séptimo Día.
- 1864: el Imperio ruso declara el fin de la guerra Ruso-Circasiana y muchos circasianos se ven obligados a exiliarse.
- 1864: en Moscú se inaugura el primer jardín zoológico del Imperio ruso.
- 1864: 103 km al suroeste de la ciudad de Washington D. C. ―en el marco de la guerra civil estadounidense (1861‑1865)― finaliza la batalla de Spotsylvania.
- 1864: las islas Jónicas se unen a Grecia.
- 1871: las tropas francesas invaden la Comuna de París y se enfrentan a sus residentes en combates callejeros. Al final de la Semana Sangrienta, unos 20 000 comuneros habían sido asesinados y 38.000 arrestados.
- 1871: en el monte Rigi, en el centro de Suiza, se pone en funcionamiento el primer ferrocarril de cremallera europeo, con origen en Vitznau.
- 1876: en Madrid (España), el escritor Gaspar Núñez de Arce ingresa en la Real Academia Española.

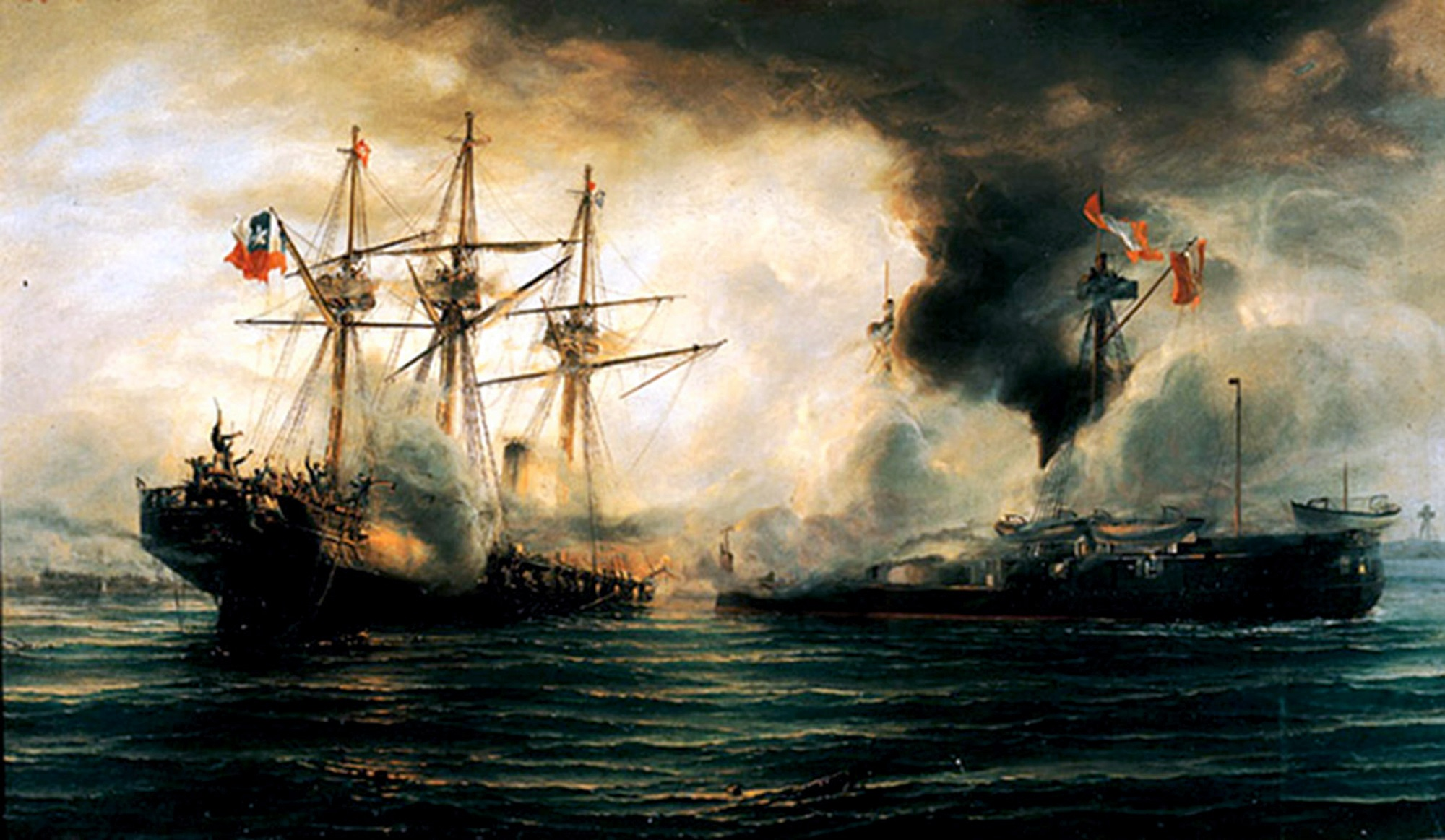
Combate naval de Iquique.

- 1877: comienza la Décima Guerra Ruso-Turca.
- 1879: en el marco de la guerra del Pacífico (entre Chile y Perú), dos barcos chilenos que bloqueaban el puerto de Iquique (que hasta entonces perteneció al Perú) se enfrentan a dos buques peruanos en el combate naval de Iquique y Punta Gruesa.
- 1881: en Washington D. C. (Estados Unidos), Clara Barton funda la filial estadounidense de la Cruz Roja.
- 1881: en Praga se realiza el primer uso práctico del teléfono en Chequia. Bedřich Frey, propietario de la refinería de azúcar de Vysočany, el primer residente de Praga en tener una línea telefónica instalada desde su apartamento hasta su oficina.
- 1887: en Londres, el laringólogo británico Morell Mackenzie recibe una llamada de palacio para tratar al príncipe Federico de Prusia.
- 1892: en Kiev (Imperio ruso) se pone en funcionamiento el primer tranvía eléctrico de Rusia.
- 1894: la Reina Victoria inaugura oficialmente el Canal Marítimo de Mánchester, quien posteriormente nombra a su diseñador Sir Edward Leader Williams.
- 1898: en Austria, el fabricante de automóviles Tatra construyó el primer automóvil Präsident en Europa Central. El automóvil Präsident emprendió su primer largo recorrido desde Kopřivnice hasta Viena. Recorrió la distancia de 328 km en 14,5 horas.
- 1900: el Imperio ruso se anexiona Manchuria (que pertenecía a la dinastía Qing), aprovechando la guerra de los bóxers.
- 1901: en el Technikum de Winterthur (Suiza), el físico Albert Einstein comienza a trabajar como ayudante de cátedra.
- 1903: llega a Vigo la escuadra alemana, al mando del príncipe Enrique de Prusia (1865-1929), hermano del emperador.
- 1904: en París (Francia) se funda la FIFA (Fédération Internationale de Football Association), organismo mundial rector del fútbol.

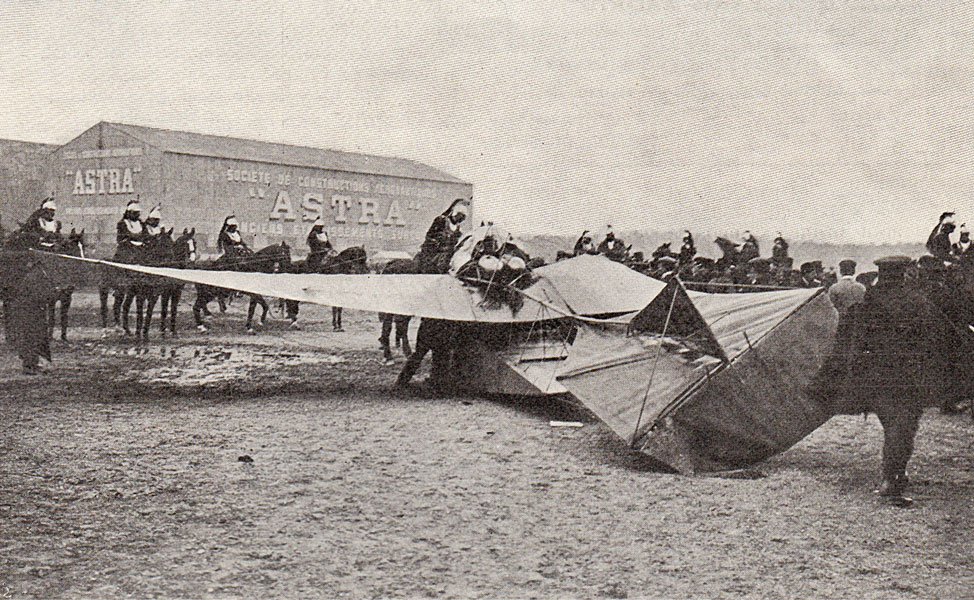
El monoplano de Louis Emile Train, rodeado de coraceros, justo después del accidente que mató al entonces ministro de Guerra, Maurice Berteaux, el 21 de mayo de 1911.

- 1911: en el aeródromo del distrito parisino de Issy-les-Moulineaux, 4,7 km al sur de la torre Eiffel, al inicio de la carrera aérea París-Madrid, un monoplano pilotado por Louis Émile Train realiza un aterrizaje forzoso y choca contra un grupo de personas, entre ellas el primer ministro de Francia, Ernest Monís (65), y el ministro de Guerra, Henrí Maurice Berteaux (58), quienes resultan heridos. Berteaux perdió un brazo y sufrió una herida mortal en la cabeza.
- 1911: en Ciudad Juárez, el presidente Porfirio Díaz y el revolucionario Francisco I. Madero firman el Tratado de Ciudad Juárez para poner fin a los combates entre ambos bandos, concluyendo así la fase inicial de la Revolución mexicana.
- 1912: en Francia, el dirigible Clement Bayard alcanza los 2900 m de altura.
- 1913: frente a las costas de Newport (Estados Unidos), el buque estadounidense de guerra USS Vesuvius ensaya un nuevo torpedo, que pierde el rumbo y destruye la nave.
- 1913: el rey Jorge V de Inglaterra visita oficialmente a Berlín.

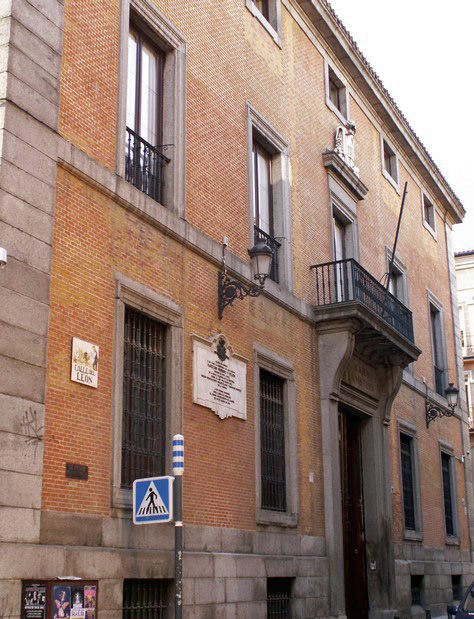
Real Academia de la Historia.

- 1916: Ramón Menéndez Pidal toma posesión de su sillón en la Real Academia de la Historia.
- 1917: en Cataluña (España) se reduce el trabajo en las fábricas textiles en un 40 % como consecuencia de la huelga persistente en las industrias del ramo.
- 1917: en Londres (Reino Unido), el rey Jorge V establece mediante «cédula real» la Comisión de Tumbas de Guerra de la Commonwealth para marcar, registrar y mantener las tumbas y los lugares de conmemoración de los soldados del Imperio británico.
- 1917: en el estado de Georgia (Estados Unidos) sucede el Gran Incendio de Atlanta de 1917, que destruye unas 2000 viviendas, negocios e iglesias, desplazando a unas 10 000 personas, pero con un solo fallecimiento (debido a un ataque cardíaco).
- 1918: en el norte de Bohemia, cerca de la frontera con Alemania, 127 km al norte de Praga (capital del Imperio austrohúngaro), pasadas las seis de la mañana, los soldados checos del batallón de reemplazo del 7.º Regimiento de Fusileros del Ejército austrohúngaro comenzaron la llamada rebelión de Rumbur.
- 1919: en Estados Unidos ―en el marco del apartheid que asoló esa nación hasta 1967―, la Cámara de Representantes autoriza el sufragio femenino pero solo para las mujeres «blancas».
- 1920: en México asesinan a Venustiano Carranza (líder de la Revolución mexicana de 1910).
- 1924: en Chicago (estado de Illinois), dos estudiantes adinerados de la Universidad de Chicago ―Richard Loeb (1905‑1936) y Nathan Leopold (1904‑1971)― secuestran y asesinan al niño Bobby Franks, de 14 años, en lo que describieron como «un asesinato emocionante» y una demostración de su inteligencia superior al resto, basada en el superhombre de Nietszche.
- 1924: en Praga (Checoslovaquia), Richard Durdil (editor del periódico Národní Listy, utiliza por primera vez la palabra «radio».
- 1925: el explorador noruego Roald Amundsen parte con su grupo hacia el polo norte.
- 1925: en la Ópera Semper de la ciudad de Dresde (Alemania) se estrena la ópera Doktor Faust, inconclusa tras la muerte del compositor Ferruccio Busoni.
- 1927: en el aeropuerto de Le Bourget (en París) Charles Lindbergh completa su primer vuelo transatlántico en solitario.
- 1929: en la República de China (1912-1949), los invasores japoneses evacúan Tsing-tao y la provincia del Shantung es liberada.
- 1932: en Derry (Irlanda del Norte), el mal tiempo obliga a Amelia Earhart a aterrizar en un pastizal. Ella se convierte en la primera mujer que cruzó el océano Atlántico en avión.
- 1932: en Zacatecoluca (El Salvador) se produce un terremoto.
- 1932: en Atenas (Grecia) dimite el gabinete del presidente Eleftherios Venizelos.
- 1933: en el estadio de Chamartín, la selección española de fútbol vence por 13 goles contra 0 a la selección búlgara.
- 1934: la villa de Oskaloosa (estado de Iowa) se convierte en el primer municipio de Estados Unidos que toma las huellas dactilares de todos sus ciudadanos.
- 1935: desde Gambia (África), el piloto español Juan Ignacio Pombo cruza en 18:15 h el océano Atlántico en avión hasta la ciudad de Natal (Brasil).[1]
- 1936: en Tokio (Japón), la policía arresta a la ciudadana Sada Abe tras vagar por las calles de la ciudad durante varios días con los genitales amputados de su amante fallecido guardados en su bolso. Su historia pronto se convierte en uno de los escándalos más sonados de ese país, e inspiró el argumento de la película El imperio de los sentidos.
- 1937: una estación soviética tripulada en hielos a la deriva, Polo Norte‑1, se convierte en el primer asentamiento de investigación científica que opera en el hielo a la deriva del océano Ártico.
- 1937: en París se estrena —con el título de 99 %— una parte (7 de 24 escenas) de la obra Temor y miseria del III Reich, de Bertolt Brecht.
- 1938: en Chile finaliza el mandato del presidente Arturo Alessandri.
- 1938: en Calcuta (India británica) se funda la Asociación Cinematográfica de Bengala.
- 1939: en la ciudad de Ottawa (Canadá), el rey Jorge VI de Inglaterra y su esposa, Isabel Bowes-Lyon, inauguran el Monumento Nacional de Guerra.
- 1941: frente a Cayo Hueso (200 km al suroeste de Miami, y 150 km al noreste de La Habana) un submarino alemán hunde el barco petrolero mexicano Faja de Oro. Este es el segundo buque petrolero mexicano que hundieron los nazis. Este hundimiento llevó a México a abandonar su neutralidad e ingresar en la Segunda Guerra Mundial (1939‑1945).
- 1941: en Amba Alagi (Etiopía), los italianos presentan su capitulación en la Campaña de Etiopía lo que representa la restauración del imperio con Hailé Selassié repuesto en el trono.
- 1944: tras una durísima batalla, los aliados rebasan Montecassino, lo que facilita el enlace con las fuerzas de Anzio Nettuno y el avance sobre Roma.
- 1945: México se une con el Escuadrón 201 a la Segunda Guerra Mundial con el apoyo de los Aliados de la Segunda Guerra Mundial.
- 1945: el mariscal Tito evacua Carintia (en Austria) y retira de la ciudad de Trieste todos los efectivos militares, ante la enérgica actitud de los anglosajones.
- 1946: en el Laboratorio Los Álamos (Nuevo México) el físico canadiense Louis Slotin (35) sufre un accidente nuclear durante un experimento. Fallecerá 9 días después de envenenamiento por radiación. Nueve meses antes había sucedido un accidente similar con el mismo dispositivo, Demon Core (‘el núcleo del demonio’).
- 1946: en Praga (Checoslovaquia), K. H. Frank es condenado a muerte (ejecutado al día siguiente en el patio de la prisión de Pankrác).
- 1947: en el estado de Carolina del Sur (Estados Unidos), un jurado formado por personas de piel blanca absuelve a 28 acusados blancos del linchamiento de una persona de piel negra.
- 1947: en Paso de los Libres (Argentina) y Uruguayana (Brasil) los presidentes Juan Domingo Perón (de Argentina) y Eurico Gaspar Dutra (de Brasil) inauguran el Puente Internacional Agustín P. Justo-Getúlio Vargas (habilitado al público desde dos años antes).
- 1948: en Montevideo (Uruguay), el presidente Luis Batlle Berres reconoce al Estado de Israel.
- 1949: durante la guerra civil china, los comunistas sitian Shanghái por tierra, mar y aire.
- 1950: en Estambul (Turquía), Ismet Inonu concluye su mandato, y Celal Bayar es elegido presidente de la República.
- 1950: Grecia y Yugoslavia restablecen relaciones diplomáticas.
- 1951: los soldados colombianos del batallón Colombia parten hacia Corea en el buque estadounidense Cuken Victory bajo la bandera de la Organización de las Naciones Unidas para involucrarse en la guerra de Corea (1950‑1953) para expulsar a los comunistas norcoreanos.
- 1951: en Hungría son encarceladas 65 000 personas, acusadas de formar parte de la antigua burguesía.
- 1951: en Nueva York (Estados Unidos), varios artistas notables de la vanguardia neoyorquina de posguerra ―conocida colectivamente como la Escuela de Nueva York― inauguran la Exposición de Arte de la Novena Calle.
- 1955: la Unión Soviética decide vender armas a Egipto.
- 1955: España renueva su título mundial de hockey sobre patines, tras derrotar a Italia por 2 goles contra 1.
- 1956: en el atolón Bikini (islas Marshall, en medio del océano Pacífico), Estados Unidos detona con éxito la bomba atómica Redwing Cherokee, de 3800 kilotones. Es la primera bomba de hidrógeno dejada caer desde un avión. La primera bomba de hidrógeno fue Ivy Mike, detonada cuatro años antes (el 1 de noviembre de 1952) en el atolón Enewetak.

- 1958: en el atolón Bikini, Estados Unidos detona su bomba atómica Nutmeg, de 25,1 kilotones. Es la bomba n.º 129 de las 1132 que Estados Unidos detonó entre 1945 y 1992.
- 1960: en Valdivia (sur de Chile), un terremoto de 9,5 grados en la escala de Richter es la antesala al Terremoto de Valdivia del día siguiente.
- 1961: en Sevilla se despeña un camión en el que viajan 62 personas de las barriadas de la Macarena y Triana y que se dirigía a Almonte para asistir a la romería de El Rocío. Se producen 21 muertos y 40 heridos.
- 1961: en el estado de Alabama (Estados Unidos) ―en el marco del movimiento por los derechos civiles en Estados Unidos― el gobernador John Malcolm Patterson declara la ley marcial en un intento por restablecer el orden tras el estallido de los disturbios raciales.
- 1963: en la cueva del Civil, en el pueblo de Tírig (España), un grupo de ciudadanos franceses roban pinturas rupestres con el rudimentario método de destruirlas a golpes de escoplo.
- 1963: en Buenos Aires (Argentina) ―en el marco del gobierno de José María Guido― José Alfredo Martínez de Hoz asume como ministro de Economía.
- 1963: en Moscú, la Universidad Lomonosov nombra a Fidel Castro doctor honoris causa.
- 1965: en la República Dominicana se declara el alto el fuego.
- 1966: en Guantánamo (Cuba) soldados estadounidenses asesinan al joven soldado Luis Ramírez López, integrante de la Brigada de la Frontera.[2]
- 1966: en Irlanda del Norte (Reino Unido), la Fuerza Voluntaria del Úlster declara la guerra al Ejército Republicano Irlandés (1922-1969).
- 1966: en Madrid se clausura la estación de Chamberí de la línea 1 del Metro de Madrid.
- 1968: en Francia, diez millones de ciudadanos acuden a la convocatoria de huelga y se producen importantes enfrentamientos entre estudiantes y policías.
- 1969: en Rosario (Argentina) ―en el marco del Rosariazo contra el dictador Juan Carlos Onganía―, trabajadores y estudiantes repudian el asesinato (en manos de la policía) de un estudiante universitario en la ciudad de Corrientes. La marcha es violentamente reprimida por la policía, que asesina a otro estudiante.
- 1969: la nave espacial estadounidense Apolo 10 orbita la Luna a 15 km de altura. Dos de sus tres tripulantes salen del módulo lunar. La siguiente misión será la famosa Apolo 11.
- 1969: en la ciudad de Los Ángeles (Estados Unidos) un tribunal condena a muerte en cámara de gas a Sirhan Sirhan (25), el palestino que asesinó al senador Robert Kennedy (hermano del asesinado presidente John F. Kennedy). En 1972, esa sentencia será conmutada a cadena perpetua.
- 1969: en el Estadio Jorge Luis Hirschi (también conocido como Estadio Estudiantes) de la ciudad de La Plata (Argentina) el Club Estudiantes de La Plata obtiene su segunda Copa Libertadores tras vencer por 2 a 0 en la «final de vuelta» al Nacional de Uruguay (en la «final de ida», disputado el 15 de mayo de 1969 en el Estadio Centenario de Montevideo, había ganado por 1 a 0).
- 1971: el púgil español Pedro Carrasco se proclama campeón de Europa de los pesos superligeros.
- 1972: en la Ciudad del Vaticano, un demente húngaro aporrea con un martillo el rostro de la Virgen de la Piedad, creada en 1499 por Miguel Ángel Buonarrotti.
- 1972: en Madrid, el dramaturgo Antonio Buero Vallejo ingresa en la Real Academia Española.
- 1974: el Gobierno de Estados Unidos firma un acuerdo de ayuda con Bangladés.
- 1975: en Stuttgart comienza el proceso contra la banda Baader Meinhof, autodenominada Fracción del Ejército Rojo.
- 1976: en la ciudad de Martínez (estado de California) mueren 29 personas en el desastre del autobús de Yuba City.
- 1978: en la ciudad de Mar del Plata, 410 km al sur de Buenos Aires (Argentina) ―con motivo de la celebración de la Copa Mundial de Fútbol de la FIFA de aquel año― se inaugura el estadio José María Minella.
- 1979: en San Francisco (estado de California) se producen los Disturbios de la Noche Blanca tras la condena por «homicidio involuntario» de Dan White por los asesinatos de Harvey Milk y George Moscone.
- 1981: en París (Francia), François Mitterrand asume como presidente.
- 1981: el gobierno italiano publica la lista de miembros de Propaganda Due, una seudo logia masónica ilegal implicada en numerosos crímenes en Italia.
- 1981: Transamerica Corporation acuerda vender United Artists a Metro-Goldwyn-Mayer por 380 millones de dólares tras el fracaso de taquilla de la película de 1980 Heaven’s Gate (‘puerta del cielo’).
- 1981: en Barcelona (Cataluña), la banda terrorista independentista Terra Lliure secuestra durante unas horas al periodista anticomunista Federico Jiménez Losantos (29).
- 1982: en la bahía de San Carlos (en las islas Malvinas) ―en el marco de la guerra de las Malvinas (abril-junio de 1982)― 4000 soldados británicos desembarcan en un asalto anfibio con el objetivo de recuperar el archipiélago. Este ataque conduce a la batalla de San Carlos.
- 1982: el grupo británico Queen lanza el álbum Hot Space, que la crítica considerará su «peor» disco.
- 1984: en Paraguay recupera la libertad Escolástico Covando (57), el preso político más antiguo de América, condenado en 1962 (a los 35 años) por participar de una conjura militar contra el dictador paraguayo Alfredo Stroessner.
- 1988: en el Montículo ―una elevación en un parque del centro de la ciudad de Edimburgo―, la primera ministra Margaret Thatcher pronuncia ante la Asamblea General de la Iglesia de Escocia su perverso Sermón del Montículo (como imitación del Sermón de la Montaña de los evangelios). Thatcher ofreció una justificación «teológica» de sus ideas sobre la economía neoliberal y la necesidad de acabar con el estado de bienestar.
- 1990: los gobiernos de Yemen del Norte y de la República Democrática del Yemen acuerdan unirse como la República del Yemen.
- 1990: en Rumanía, Ion Iliescu gana las elecciones con el 90 % de los votos.
- 1990: en Moscú (Unión Soviética) Alexander Dubček (presidente de Checoslovaquia entre 1968 y 1969) se reúne con Mijaíl Gorbachov (presidente de la URSS entre 1988 y 1991) en su primera visita oficial a la Unión Soviética desde 1968.
- 1991: en la ciudad india de Sri Perumbudur, a 42 km al suroeste de Madrás (hoy Chennai), en el estado sureño de Tamil Nadú (India), una terrorista suicida mata al ex primer ministro Rajiv Gandhi y a 18 personas más.
- 1991: en Calcuta (India) el jugador de cricket Said Anwar (22) obtiene un récord mundial por la puntuación individual más alta (194).
- 1991: Mengistu Haile Mariam, presidente de la República Democrática Popular de Etiopía, huye de Etiopía, poniendo fin a la Guerra Civil Etíope.
- 1992: la OTAN extiende fuera de las fronteras de sus socios europeos su objetivo de «mantener la paz» y convertirse en la institución defensiva de los 52 países que integran la CESCE.
- 1992: tras 30 temporadas, Johnny Carson presenta su penúltimo episodio, y el último, con invitados (Robin Williams y Bette Midler) de The Tonight Show.
- 1993: los cascos azules de la ONU desplegados en la antigua Yugoslavia, reciben el Premio Príncipe de Asturias de Cooperación Internacional.
- 1993: la Corte Suprema de Justicia de Venezuela da el fallo al antejuicio de mérito contra el presidente Carlos Andrés Pérez por el delito de malversación de caudales públicos de los 250 millones de la Partida Secreta.
- 1993: Octavio Lepage es nombrado nuevo presidente interino de Venezuela.
- 1994: la República Democrática de Yemen declara infructuosamente su independencia de la República del Yemen; estalla la Guerra Civil Yemení (1994).
- 1995: en Checoslovaquia, el papa anticomunista Juan Pablo II, durante su visita a Olomouc, canoniza a Jan Sarkander (1576-1620) y Zdislava de Lemberk (1220-1252).
- 1996: en aguas tanzanas del lago Victoria se hunde el ferry Bukoba, matando a casi mil personas.
- 1996: 94 km al suroeste de Argel (Argelia) ―en el marco de la guerra civil argelina (1992‑2002)―, el GIA (Groupe Islamique Armé: Grupo Armado Islámico) asesina a los siete monjes trapenses de la Abadía de Nuestra Señora del Atlas secuestrados el 27 de marzo.
- 1996: el cantautor italiano del género pop-rock, Eros Ramazzotti, lanza al mercado su quinto álbum de estudio en idioma español titulado Donde hay música.
- 1997: en Belfast (Irlanda del Norte, parte del Reino Unido), miembros del Sinn Féin —brazo político del IRA (Ejército Republicano Irlandés)— y funcionarios británicos celebran la primera reunión tras la ruptura del alto el fuego.
- 1997: la banda británica de rock alternativo Radiohead, realiza el primer lanzamiento de su álbum cumbre OK Computer en Japón.
- 1998: los norirlandeses dan su respaldo mayoritario a la solución pacífica del conflicto del Úlster, recogida en el Acuerdo de Stormont.
- 1998: en Lisboa (Portugal), el presidente Jorge Sampaio, inaugura la Expo '98, la última del milenio.
- 1998: en Miami (estado de Florida), varios atacantes de ideología evangélica derraman ácido butírico en la entrada de cinco clínicas de abortos. Tres personas resultarn heridas. Entre mayo y julio de 1998 hubo 19 ataques con ácido en clínicas de aborto en Florida, Luisiana y Texas (justamente los estados más religiosos de ese país). Estos ataques formaron parte de una serie de actos violentos contra clínicas de aborto, que también incluyeron seis ataques incendiarios, cuatro atentados con bombas y un asesinato (de un policía).[3]
- 1998: en Indonesia, el presidente Suharto dimite tras el asesinato de estudiantes de la Universidad Trisakti a principios de esa semana a manos de sus fuerzas de seguridad y las crecientes protestas masivas en Yakarta contra su corrupto gobierno.
- 2000: en Wilkes-Barre (estado de Pensilvania), 19 personas mueren en un accidente aéreo causado por un avión de British Aerospace Jetstream de East Coast Aviation Services.
- 2000: en Cannes (Francia), el cineasta danés Lars von Trier gana la Palma de Oro en la 53.ª edición del Festival de Cannes, por su película Dancer in the dark.
- 2001: se promulga la ley francesa Christiane Taubira, que reconoce oficialmente como crímenes de lesa humanidad tanto la trata de esclavos en el Atlántico y la esclavitud.
- 2001: se establece el Día Mundial de la Diversidad Cultural y el Día Nacional de la Afrocolombianidad.
- 2001: el secretario de Estado de los EE. UU., Colin Powell, exige a Israel el alto el fuego y la paralización de nuevos asentamientos de colonos en los Territorios Palestinos.
- 2002: el cantautor colombiano Juanes lanza al mercado su segundo álbum de estudio titulado Un día normal.
- 2002: el merenguero puertorriqueño Elvis Crespo lanza al mercado su cuarto álbum de estudio como solista, titulado Urbano.
- 2002: el cantautor cubano Donato Póveda lanza al mercado su álbum debut de estudio como solista, titulado Bohemio enamorado.
- 2002: la cantautora, compositora y actriz mexicana Thalía lanza al mercado su segundo álbum, titulado Thalía.
- 2003: la Corte Real española reconoce oficialmente a Leandro Alfonso de Borbón Ruiz, hijo «bastardo» del rey Alfonso XIII.
- 2003: los tribunales marroquíes condenan a cuatro años de prisión a un periodista disidente.
- 2003: una ofensiva del Ejército indonesio contra los separatistas del Movimiento para la Liberación de Aceh (GAM) se salda con decenas de muertos.
- 2003: a 45 km al este de Argel (Argelia), el terremoto del puerto de Boumerdès de 6,8 grados sacude el norte del país con una intensidad máxima en la escala de Mercalli de X (‘extrema’). Mueren más de 2200 personas, y un maremoto moderado hunde embarcaciones en las islas Baleares (España).
- 2003: En el Estadio La Cartuja de la ciudad de Sevilla (España), el FC Porto (de Portugal) vence 3 a 2 (en el tiempo extra) al Celtic FC (de Escocia) en la final de la Copa de la UEFA.
- 2004: en algún lugar de la provincia de Zamora (España) chocan dos trenes Talgo. Seis personas resultan heridas de gravedad.
- 2004: en la cárcel de Abu Ghraib, 32 km al oeste de Bagdad (en Irak) ―como parte de una campaña de liberación de presos que se inició en este mes, en el contexto de la presión internacional y el escándalo generado por las denuncias y las fotografías de abusos sexuales y torturas cometidos por soldados estadounidenses y agentes de la CIA contra presos políticos iraquíes―, los estadounidenses liberan a 472 presos.
- 2004: en Kerbala y Nayaf (Irak), los invasores estadounidenses matan a más de 20 nacionalistas chiíes.
- 2004: en la frontera entre Nepal y China, el sherpa nepalí Pemba Dorji bate el récord de subida al monte Everest, con una nueva marca de 8 horas y 10 minutos desde el campamento base, más de dos horas menos que el récord anterior.
- 2004: los gobiernos de Azerbaiyán y Malawi establecen relaciones diplomáticas.
- 2005: en Málaga (España), la policía desmantela una red de ciudadanos españoles que, en seis años, había blanqueado 30 millones de euros procedentes del narcotráfico.
- 2005: en el parque Six Flags Great Adventure de la ciudad de Jackson Township (107 km al suroeste de Nueva York) se inaugura Kingda Ka, la montaña rusa más alta del mundo.
- 2005: en República Dominicana comienza el programa gastronómico y de entretenimiento El ático, creado por Massimo Borghetti.
- 2005: el equipo navarro Portland San Antonio se proclama campeón de la Liga ASOBAL de balonmano.
- 2005: en Chile sucede la Tragedia de Antuco, la segunda peor tragedia en tiempos de paz del ejército chileno, al morir 45 uniformados en medio de una tormenta de nieve.
- 2006: en la República de Montenegro se realiza un referéndum, en el que el 55 % vota a favor de separarse de Serbia.
- 2006: en el Estadio Hidalgo de Pachuca de Soto, 93 km al noreste de la Ciudad de México, los Tuzos del Pachuca logra su cuarto título del Torneo Clausura 2006 al vencer 1‑0 a los Tuneros del San Luis.
- 2006: en Bangladés se inaugura el sistema de cable submarino para internet, que conecta a esta nación con otros 14 países de todo el mundo.
- 2008: en Moscú (Rusia) se celebra la final de la Liga de Campeones de la UEFA en la que resulta vencedor el Manchester United. La sede del partido fue el estadio Olímpico Luzhniki.
- 2008: en Praga, el Gobierno checo reconoce la República de Kosovo.
- 2010: en la isla de Okinawa (Japón), la Agencia Japonesa de Exploración Aeroespacial lanza la nave espacial de vela solar IKAROS a bordo de un cohete H‑IIA. La nave sobrevolará Venus a finales del año 2010.
- 2011: el estafador y líder evangélico estadounidense Harold Camping (1921‑2013) predijo que en esta fecha Jescuristo retornaría, que sus elegidos volarían hasta el Cielo, y luego seguirían cinco meses de fuego, azufre y plagas, con millones de personas muriendo cada día hasta el fin del mundo del 21 de octubre de 2011. Esta fue su tercera predicción (21 de mayo de 1988 y 7 de septiembre de 1994). Unas semanas después, Camping sufrió un derrame cerebral. Falleció dos años más tarde.
- 2011: en la Plaza de Wenceslao de Praga (Chequia) unos 40 000 sindicalistas protestaron contra las propuestas de reforma fiscal, social, sanitaria y de pensiones.
- 2012: cerca de Himara (Albania), un accidente de autobús mata a 13 personas y hiere a otras 21.
- 2012: en la plaza Al-Sabín de la ciudad de Saná (capital de Yemen), un soldado de 18 años reclutado por la banda terrorista Estado Islámico como atacante suicida detona un cinturón explosivo entre grupos de soldados yemeníes que participaban en el desfile militar anual del Día de la Unidad. Mató a 96 soldados e hirió a 222.[4]
- 2012: Google Chrome se convierte por primera vez en el navegador más utilizado en el mundo.
- 2014: en la línea Bannan del metro de Taipéi, suceden varios ataques aleatorios que dejan 4 muertos y 24 heridos.
- 2017: en Estados Unidos, la banda BTS ganan un premio Billboard Music Awards. Es la primera vez que un grupo de k‑pop gana ese premio.
- 2017: en el Coliseo Conmemorativo de Veteranos de la ciudad de Nasáu (islas Bahamas) el circo Ringling Bros. y Barnum and Bailey presenta su último espectáculo.
- 2017: en Calcuta (India), la estación Akashvani Kolkata renombra sus ondas de transmisión A y B como Guitañjali y Sanchayita respectivamente, en honor a dos importantes obras del poeta Rabindranath Tagore, buscando así reforzar su identidad cultural y literaria.
- 2024: en una zona rural del estado de Iowa (Estados Unidos) el tornado de Greenfield deja 5 muertos y 35 heridos.
- 2024: en la ciudad de Taichung, 166 km al suroeste de Taipeí (Taiwán), un joven estudiante de enfermería, descontento con la sociedad taiwanesa, intenta manifestar su insatisfacción mediante un asesinato: ataca a cuchillazos a tres personas en la línea Verde del Metro de Taichung. El mismo atacante se hirió involuntariamente. Nadie quedó gravemente herido. El 26 de diciembre de 2024 será condenado a diez años de prisión. El joven había elegido esta fecha coincidiendo con el atentado en el metro de Taipéi de 2014 (en el que el asesino, de 21 años, dejó 4 muertos y 24 heridos, y fue ejecutado el 10 de mayo de 2016).
- 2025: en el estadio de San Mamés, en Bilbao (País Vasco) ―en la final de la Liga Europa de la UEFA 2024-2025―, el equipo inglés Tottenham Hotspur vence por 1 a 0 al equipo inglés Manchester United gracias a un tanto del galés Brennan Johnson, que de esa manera corta una racha de 17 años consecutivos sin títulos.

## Nacimientos
- 1173: Shinran Shonin, monje budista japonés, fundador de la escuela budista Jodo Shinshu (f. 1263).
- 1471: Alberto Durero, pintor, grabador y matemático alemán del Renacimiento (f. 1528)
- 1497: Al-Hattab, jurista musulmán (f. 1547)
- 1527: Felipe II, rey español (f. 1598).
- 1565: Juan de Oviedo, escultor y arquitecto español (f. 1625).
- 1653: Leonor de Austria, aristócrata austríaca (f. 1697), reina de Polonia, hija del emperador Fernando III.
- 1664: Giulio Alberoni, cardenal italiano consejero de Felipe V de España (f. 1752).
- 1688: Alexander Pope, poeta, ensayista y traductor inglés (f. 1744).
- 1720: Antonio Corbisiero, compositor italiano (f. 1790).
- 1743: Manuel de Bernardo Álvarez, abogado y político neogranadino (f. 1816).
- 1746: Mary Monckton, aristócrata («condesa de Cork y Órrery») y agente literaria anglo-irlandesa (f. 1840).
- 1755: Alfred Moore, abogado y juez estadounidense (f. 1810).
- 1756: William Babington, médico y mineralogista inglés de origen irlandés (f. 1833).
- 1759: Bernardo del Espíritu Santo, obispo mexicano (f. 1825).
- 1759: Joseph Fouché, abogado, aristócrata («conde de Otranto») y político francés (f. 1820); durante la Revolución francesa favoreció las medidas más extremistas de los jacobinos; durante el Imperio napoleónico y la Restauración trabajó como jefe de policía.
- 1775: Lucien Bonaparte, militar y político francés (f. 1840).
- 1780: Elizabeth Fry, reformadora de prisiones, filántropa y cuáquera británico-inglesa (f. 1845).
- 1790: William George Spencer Cavendish, aristócrata («6.º duque de Devonshire») y político británico-inglés, lord chambelán de la Casa Real (f. 1858).
- 1792: Gaspard Gustave de Coriolis, físico, matemático e ingeniero francés (f. 1843).
- 1797: Gottlieb Wilhelm Bischoff, botánico alemán (f. 1854).
- 1799: Mary Anning, coleccionista de fósiles y paleontóloga británico-inglesa (f. 1847).
- 1801: Sofía Guillermina de Suecia, aristócrata («princesa» y «gran duquesa de Baden») sueca (f. 1865).
- 1806: Harriet Sutherland-Leveson-Gower, aristócrata («duquesa de Sutherland») británico-inglesa (f. 1868).
- 1808: David de Jahacob Lopez Cardozo, talmudista neerlandés (f. 1890).
- 1810: Ignaz von Plener, político austríaco (f. 1908).
- 1817: Niklaus Riggenbach, inventor suizo (fallecido el 25 de julio de 1899).
- 1817: Rudolf Hermann Lotze, filósofo y médico (f. 1881), cofundador de la psicología «científica» alemana.
- 1825: Jan Umlauf, pintor checo (f. 1916).
- 1829: František Fridrich, fotógrafo checo (f. 1892).
- 1827: William P. Sprague, banquero y político estadounidense (f. 1899).
- 1828: Rudolf Koller, pintor suizo (f. 1905).
- 1834: María Isabel de Toscana, aristócrata («archiduquesa de Austria» y «condesa de Trápani») italiana (f. 1901).
- 1835: František Chvostek, médico militar y académico checo-austríaco de origen moravo (f. 1884), describió el síntoma de Chvostek.
- 1835: Biharilal Chakraborty, primer poeta lírico de la literatura bengalí (f. 1894).
- 1836: Karel Mattuš, político checo (f. 1919).
- 1837: Itagaki Taisuke, soldado y político japonés (f. 1919).
- 1841: Joseph Parry, compositor británico-galés (f. 1903).
- 1841: Félix Sardá y Salvany, sacerdote católico y escritor español-catalán (f. 1916).
- 1843: Charles Albert Gobat, abogado y político suizo, premio nobel de la paz en 1902 (f. 1914).
- 1843: Louis Renault, jurista francés, premio nobel de la paz en 1907 (f. 1918).
- 1844: El Aduanero Rousseau (Henrí Rousseau), pintor francés de estilo naïf (f. 1910).
- 1849: Édouard-Henri Avril, pintor francés (f. 1928).
- 1849: Eduard Dominik, sacerdote católico y teólogo checo, canónigo del «capítulo» de Olomouc (f. 1919).
- 1850: Giuseppe Mercalli, sacerdote católico, sismólogo y vulcanólogo italiano (f. 1914).
- 1851: Léon Bourgeois, policía y político francés (f. 1925), 64.º primer ministro de Francia, premio nobel de la paz en 1920.
- 1853: Jacques Marie Eugène Godefroy Cavaignac, político francés (f. 1905).
- 1853: Heinrich Lammasch, político austríaco, último primer ministro de Austria-Hungría (f. 1920).
- 1854: John F. Peto, pintor estadounidense (f. 1907).
- 1855: Jan Smyčka, médico checo, alcalde de Litovl y trabajador del museo de esa ciudad (f. 1927).
- 1855: Ella Stewart Udall, telegrafista estadounidense (f. 1937).
- 1855: Emile Verhaeren, poeta y dramaturgo belga (f. 1916).
- 1856: José Batlle y Ordóñez, periodista y político uruguayo (f. 1929), presidente del Uruguay (1903‑1907 y 1911‑1915).
- 1856: José Rodríguez Carracido, bioquímico y farmacólogo español (f. 1928).
- 1858: Édouard Goursat, matemático francés (f. 1936).
- 1860: Willem Einthoven, médico, fisiólogo y académico indonesio-neerlandés (f. 1927), premio nobel de fisiología o medicina en 1924, pionero de la electrocardiografía en el tratamiento de enfermedades cardíacas.
- 1861: Abel Ayerza, médico y académico argentino (f. 1918).
- 1862: Severiano Martínez Anido, militar español (f. 1938).
- 1863: Eugenio de Austria-Teschen, aristócrata («archiduque») austríaco (f. 1954).
- 1864: Estefanía de Bélgica, aristócrata («princesa») belga (f. 1945), esposa de Rodolfo de Austria, el heredero al trono austríaco.
- 1865: Emanuel Hrubý, político checoslovaco (f. 1943).
- 1867: Anne Walter Fearn, médica estadounidense (f. 1939).
- 1869: Franz Matzner, político checoslovaco (f. 1943) expatriado en Alemania Occidental.
- 1870: Ferdinand Schmutzer, pintor y fotógrafo austríaco (f. 1928).
- 1872: Kornel Divald, escritor, historiador del arte y fotógrafo húngaro (f. 1921).
- 1873: Álvaro Alcalá Galiano, pintor español (f. 1936).
- 1873: Hans Berger, médico, neurólogo y académico alemán (f. 1941).
- 1874: Josef Mařatka, escultor checo (f. 1937), alumno de Josef V. Myslbek y colaborador del francés August Rodín.
- 1878: Glenn Curtiss, aviador, ciclista e ingeniero estadounidense (f. 1930), pionero de la aviación estadounidense.
- 1878: Bohumil Střemcha, fotógrafo checo (f. 1966).
- 1879: Magda Bílá, trabajadora social, escritora y pintora checa (f. 1958).
- 1879: Pablo Luna, compositor español (f. 1942).
- 1880: Tudor Arghezi, periodista, escritor y poeta rumano (f. 1967).
- 1884: Mateo Hernández, escultor y pintor español (f. 1949).
- 1884: Manuel Pérez y Curis, poeta y editor uruguayo (f. 1920).
- 1885: Sofía de Schönburg-Waldenburg, aristócrata («princesa») albanesa (f. 1936).
- 1886: František Rut Tichý, escritor checo (f. 4 de abril de 1968).
- 1887: Eberhard Harzer, monje católico checoslovaco, 47.º abad del monasterio cisterciense de Osek, cerca de Duchcov (f. 1949).
- 1887: Secundino Zuazo, arquitecto español (f. 1971).
- 1888: May Aufderheide, compositora estadounidense de ragtime (f. 1972).
- 1888: Otokar Fierlinger, arquitecto y paisajista checo (f. 8 de septiembre de 1941).
- 1888: Bhupatimohan Sen, físico y matemático indo-bengalí (f. 1978).
- 1889: Otto Baumberger, pintor y cartelista suizo (f. 1961).
- 1893: Arthur Carr, jugador de críquet británico-inglés (f. 1963).
- 1893: Giles Chippindall, funcionario público australiano (f. 1969).
- 1893: Adolf Hrubý, político checo, ministro del Gobierno del Protectorado (f. 1951).
- 1895: Lázaro Cárdenas, político y general mexicano (f. 1970), presidente de México entre 1934 y 1940, y padre de Cuauhtémoc Cárdenas.
- 1895: Vlasta Koseová, empresaria checoslovaca, fundadora del escultismo checo (f. 1973).
- 1897: Conrad Felixmüller, pintor expresionista alemán (f. 1977).
- 1898: Robert Goffin, ensayista belga (f. 1984).
- 1898: Karel Hába, compositor, director de coro, violista y profesor checoslovaco (f. 1972).
- 1898: Armand Hammer, médico y empresario estadounidense, fundador de Occidental Petroleum (f. 1990).
- 1898: Charles Léon Hammes, abogado y juez luxemburgués (f. 1967).
- 1898: Carl Johnson, saltador de longitud estadounidense (f. 1932).
- 1898: John McLaughlin, pintor y traductor estadounidense (f. 1976).
- 1900: Emil Hába, organista, director de coro, compositor y profesor checoslovaco (f. 1982).
- 1901: Regina M. Anderson, dramaturga y bibliotecaria multirracial (f. 1993).
- 1901: Horace Heidt, pianista, director de orquesta y presentador de radio estadounidense (f. 1986).
- 1901: Sam Jaffe, productor y agente cinematográfico estadounidense (f. 2000).
- 1901: Suzanne Lilar, dramaturga, ensayista y novelista belgo-flamenca de expresión francesa (f. 1992).
- 1902: Earl Averill, jugador de béisbol estadounidense (f. 1983).
- 1902: Marcel Lajos Breuer, arquitecto, diseñador y académico húngaro (f. 1981); diseñó la Torre Ameritrust.
- 1902: Anatole Litvak, director, productor y guionista ucraniano (f. 1974) expatriado en Estados Unidos.
- 1903: Pedro Eugenio Aramburu, militar y dictador argentino (f. 1970).
- 1903: Francisco José Iturriza, sacerdote católico venezolano (f. 2003).
- 1903: Manly Wade Wellman, escritor estadounidense (f. 1986).
- 1904: Robert Montgomery, actor, director y productor estadounidense (f. 1981).
- 1904: Fats Waller, cantautor, pianista, director de orquesta y organista estadounidense (f. 1943).
- 1905: Andréi Alioshin, militar soviético, Héroe de la Unión Soviética (f. 1974)
- 1907: John C. Allen, diseñador estadounidense de montañas rusas (f. 1979).
- 1908: Marie Holková, escritora católica y traductora checoslovaca (f. 2002).
- 1908: Gertruda Sekaninová-Čakrtová, abogada, política, diplomática y disidente anticomunista checoslovaca (f. 1986).
- 1909: Agustí Centelles, fotógrafo español-catalán (f. 1985).
- 1909: Victorio Unamuno, futbolista español (f. 1988).
- 1912: Chen Dayu, pintor y calígrafo chino (f. 2001).
- 1912: John Curtis Gowan, psicólogo y académico estadounidense (f. 1986).
- 1912: Karel Stehlík, pintor checoslovaco (f. 1985).
- 1912: Monty Stratton, jugador y entrenador de béisbol estadounidense (f. 1982).
- 1913: Gina Bachauer, pianista y compositora griega (f. 1976).
- 1913: Suzan Kahramaner, matemática turca (f. 2006), la primera mujer turca profesora de universidad.
- 1914: Romain Gary, novelista, director de cine, aviador de guerra y diplomático lituano (f. 1980), expatriado en Francia.
- 1915: Chakravarthi V. Narasimhan, funcionario del servicio civil indio y ex sub secretario general de la ONU (f. 2003).
- 1916: Dennis Day, cantante y actor estadounidense (f. 1988).
- 1916: Lydia Mendoza, cantante y guitarrista estadounidense (f. 2007).
- 1916: Tinus Osendarp, velocista y policía neerlandés (f. 2002).
- 1916: Harold Robbins, novelista y guionista estadounidense (f. 1997).
- 1917: Raymond Burr, actor y director canadiense (f. 1993).
- 1917: Cebrià Baraut y Obiols, historiador y monje benedictino catalán (f. 2003).
- 1918: Lloyd Hartman Elliott, educador estadounidense (f. 2013).
- 1918: Vilém Heckel, fotógrafo y alpinista checoslovaco (f. 31 de mayo de 1970).
- 1919: George P. Mitchell, empresario y filántropo estadounidense (f. 2013).
- 1920: Bill Barber, tubista y educador estadounidense (f. 2007).
- 1920: Irena Kowalska-Wuttke, instructora de exploración polaca y luchadora de la resistencia contra los nazis ucranianos (f. 1944).
- 1920: Emil Velenský, jugador de baloncesto, campeón de Europa (f. 2005).
- 1920: Forrest White, empresario estadounidense (f. 1994), cofundador de Music Man Company.
- 1921: Sandy Douglas, informático y académico británico-inglés (f. 2010), diseñador del videojuego OXO.
- 1921: Andréi Sájarov, activista de derechos humanos, físico nuclear y académico soviético-ruso (f. 1989), premio nobel de la paz en 1975.
- 1921: Sri Sri Anandamurthy (Prabhat Ranjan SARKAR), religioso y ensayista indo-bengalí (f. 1990), líder y fundador de la secta Ananda Marga.
- 1922: Pio Laghi, sacerdote católico, diplomático del Vaticano (f. 2009).
- 1922: Ján Bzdúch, actor eslovaco (f. 2007).
- 1923: Vernon Biever, fotógrafo estadounidense (f. 2010).
- 1923: Armand Borel, matemático y académico suizo (f. 2003) expatriado en Estados Unidos.
- 1923: Dorothy Hewett, poeta, novelista y dramaturga feminista australiana (f. 2002).
- 1923: Jiří Mostecký, químico checoslovaco (f. 2011), rector de la Universidad de Tecnología Química de Praga.
- 1923: Ara Parseghian, jugador y entrenador estadounidense de fútbol americano (f. 2017).
- 1923: Evelyn Ward, actriz estadounidense (f. 2012).
- 1924: Peggy Cass, actriz, comediante y panelista de concursos estadounidense (f. 1999).
- 1925: Pasieguito (Bernardino Pérez Elizarán), futbolista y entrenador español (f. 2002).
- 1925: Frank Kameny, activista LGBT estadounidense (f. 2011).
- 1925: Marta Toren, actriz sueca de cine (f. 1957).
- 1926: Robert Creeley, novelista, ensayista y poeta estadounidense (f. 2005).
- 1926: Svatopluk Hrnčíř, escritor checoslovaco (f. 2014).
- 1926: Pavel Preiss, historiador checoslovaco de arte (f. 2023).
- 1926: Forbes Robinson, cantante británico (f. 1987).
- 1927: Jan Hladík, artista checoslovaco (f. 2018).
- 1927: Kay Kendall, actriz y comediante británico-inglesa (f. 1959).
- 1927: Ustad Sabri Khan, intérprete indio de sarangui (laúd frotado con un arco, como una viola) (f. 2015)
- 1927: Marcelo Salado, revolucionario cubano (f. 1958); asesinado por el dictador Fulgencio Batista.
- 1927: Tomás Segovia, poeta hispanomexicano (f. 2011).
- 1927: Péter Zwack, empresario y diplomático húngaro (f. 2012).
- 1928: Tamilla Aghamirova, actriz azerbaiyana (f. 2021).[5]
- 1928: Tom Donahue, presentador y productor de radio estadounidense (f. 1975).
- 1928: Alice Drummond, actriz estadounidense (f. 2016).
- 1928: Igor Kon, sociólogo y sexólogo ruso (f. 2011).
- 1928: António Ribeiro, cardenal portugués (f. 1998).
- 1929: Larance Marable, baterista estadounidense (f. 2012).
- 1929: Robert Welch, platero y diseñador industrial británico-inglés (f. 2000).
- 1930: Tommy Bryant, bajista estadounidense (f. 1982).
- 1930: Kesang Choden, aristócrata («reina consorte de Bután») y millonaria butanesa.
- 1930: Keith Davis, jugador de rugby neozelandés (f. 2019).
- 1930: Malcolm Fraser, político australiano (f. 2015), 22.º primer ministro de Australia.
- 1930: Jan Fuchs, presentador de radio y actor checoslovaco (f. 2007).
- 1930: Sylvia Kodetová, cantante checoslovaca de ópera (f. 2018).
- 1930: Donald MacAulay, lingüista, profesor universitario y poeta británico-escocés.
- 1932: Inese Jaunzeme, lanzadora de jabalina, entrenadora y cirujana soviético-letona, campeona olímpica (f. 2011).
- 1932: Jean Stablinski, ciclista francés de origen polaco (f. 2007).
- 1932: Leonidas Vasilikopoulos, almirante y jefe de inteligencia griego (f. 2014).
- 1933: Maurice André, trompetista francés (f. 2012).
- 1933: Joe Byrd, guitarrista y contrabajista estadounidense de jazz (f. 2012).
- 1933: Minakshi Goswami, actriz indo-bengalí de cine (f. 2021).
- 1933: Erazim Kohák, filósofo y publicista checoslovaco (f. 2020).
- 1933: Yevgeny Minayev, levantador de pesas y campeón olímpico soviético-ruso (f. 1993).
- 1934: Diana Der Hovanesián, poetisa, traductora y escritora estadounidense de padres armenios. Gran parte del tema de su poesía trataba sobre la diáspora armenia.
- 1934: Jocasta Innes, periodista y escritora chino-británica (f. 2013).
- 1934: Bob Northern, trompetista y director de banda estadounidense de jazz (f. 2020).
- 1934: Gleb Panfílov, cineasta soviético-ruso (f. 2023).
- 1934: Bengt Samuelsson, bioquímico y académico sueco, premio nobel de medicina en 1982 (f. 2024).
- 1935: Hisako Matsubara, novelista japonesa.
- 1935: Terry Lightfoot, director de orquesta y clarinetista británico-inglés (f. 2013).
- 1936: Günter Blobel, biólogo, citólogo y académico polaco, premio nobel de medicina en 1999 (f. 2018).
- 1937: Mengistu Haile Mariam, político etíope, presidente de la República Democrática Popular de Etiopía.
- 1938: Ana Diosdado, actriz, guionista, directora y novelista argentina (f. 2015) expatriada en España.
- 1938: Urs Widmer, escritor y traductor suizo (f. 2014).
- 1938: Shot Williams (Lee Williams), cantante estadounidense (f. 2011).
- 1939: Heinz Holliger, oboísta, pianista, director de orquesta y compositor suizo.
- 1939: Raúl Horacio Madero, jugador de fútbol y médico argentino (f. 2021).
- 1940: Tony Sheridan, cantautor y guitarrista británico-inglés (f. 2013).
- 1940: Ildikó Pécsi, actriz húngara (f. 2020).
- 1941: Martin Carthy, cantautor, guitarrista y productor británico-inglés.
- 1941: Bobby Cox, jugador y mánager de béisbol estadounidense.
- 1941: Diego Gracia Guillén, científico y pensador español.
- 1941: Ambrose Greenway, aristócrata («4.º barón de Greenway»), fotógrafo y político británico-inglés.
- 1941: Ronald Isley, cantautor y productor estadounidense.
- 1941: Anatoly Levchenko, piloto de pruebas y cosmonauta soviético (f. 6 de agosto de 1988).
- 1941: Joan Ganhaire, escritor francés en lengua occitana-lemosina.
- 1942: David Hunt, aristócrata («barón de Hunt de Wirral») y político británico-inglés, secretario de Estado para Gales.
- 1942: John Konrads, nadador australiano (f. 2021).
- 1942: Danny Ongais, piloto estadounidense de automovilismo (f. 2022).
- 1942: Jan Reich, fotógrafo checoslovaco (f. 2009).
- 1942: Ivo Viktor, portero checoslovaco de fútbol.
- 1942: Humberto Serrano, actor español expatriado en Argentina (f. 2013).
- 1942: Robert Clyde Springer, aviador militar y astronauta estadounidense.
- 1943: Vincent Crane, pianista y compositor británico-inglés (f. 1989).
- 1943: John Dalton, bajista británico-inglés.
- 1943: Jiří Patočka, político checoslovaco (f. 12 de mayo de 2004).
- 1943: Miki Volek, cantante checoslovaco (f. 14 de agosto de 1996).
- 1943: Hilton Valentine, músico y compositor británico-inglés (f. 2021), guitarrista de la banda The Animals.
- 1943: Antton Valverde, cantante español.
- 1944: Haleh Afshar, aristócrata («baronesa de Afshar»), académica y política iraní (f. 2022), expatriada en el Reino Unido.
- 1944: Marcie Blane, cantante estadounidense.
- 1944: Janet Dailey, escritora y empresaria estadounidense (f. 2013).
- 1944: Petr Macek, teólogo checoslovaco.
- 1944: Consuela Morávková, actriz e instructora de yoga checoslovaca.
- 1944: Mary Robinson, abogada y política irlandesa, presidenta de Irlanda.
- 1945: Richard Hatch, actor, escritor y productor estadounidense (f. 2017), protagonista de la saga Battlestar Galactica.
- 1945: Ernst Messerschmid, físico y astronauta alemán.
- 1945: Carme Valls i Llobet, médica endocrinóloga y política catalana; diputada en el Parlamento de Cataluña.
- 1946: Allan McKeown, guionista y productor anglo-estadounidense (f. 2013).
- 1946: Wayne Roycroft, jinete y entrenador ecuestre australiano.
- 1946: Ivan Vyskočil, actor checoslovaco.
- 1946: John Woo, cineasta chino
- 1947: Bill Champlin, cantautor, guitarrista y productor estadounidense.
- 1947: Linda Laubenstein, médica y académica estadounidense (f. 1992).
- 1947: Bjørn Nørgaard, artista danés.
- 1947: İlber Ortaylı, historiador y académico turco.
- 1948: Elizabeth Buchan, escritora y crítica británico-inglesa.
- 1948: Joe Camilleri, cantautor y saxofonista maltés-australiano.
- 1948: Jonathan Hyde, actor australiano-inglés.
- 1948: Denis MacShane, periodista y político británico-escocés, ministro de Estado para Europa del Reino Unido.
- 1948: Leo Sayer, cantautor y músico anglo-australiano.
- 1949: Pavel Černý, predicador evangélico y empresario checoslovaco.
- 1949: Andrew Neil, periodista y académico británico-escocés.
- 1949: Denis O'Connor, policía británico.
- 1949: Rosalind Plowright, soprano británico-inglesa.
- 1950: Will Hutton, economista y periodista británico-inglés.
- 1950: Joan Giné Masdeu, escritor y profesor catalán (f. 2025).
- 1950: Víctor Sánchez Espinoza, arzobispo mexicano
- 1951: Yuri Chaika, abogado y político soviético-ruso.
- 1951: Al Franken, actor, guionista, escritor, humorista y político estadounidense.
- 1951: Adrian Hardiman, abogado y juez irlandés (f. 2016).
- 1951: William Vinasco Chamorro, es un periodista y narrador deportivo, empresario de radio y político colombiano.
- 1952: Míster T (Laurence Tureaud), actor y luchador estadounidense.
- 1952: Daniel Barret, sociólogo anarquista uruguayo (f. 2009).
- 1953: Nora Aunor, actriz y artista discográfica filipina (f. 2025).
- 1953: Lubomír Brabec, guitarrista checoslovaco.
- 1953: Jim Devine, político británico.
- 1953: Alberto Marcos Martín, historiador español.
- 1954: Marc Ribot, guitarrista, trompetista y compositor estadounidense.
- 1955: Paul Barber, jugador británico-inglés de hockey sobre hierba.
- 1955: Svante Janson, matemático sueco.
- 1955: Stan Lynch, baterista, compositor y productor estadounidense.
- 1955: Milly Quezada (Milagros Quezada Borbón), cantante dominicana, La Reina del Merengue.
- 1955: Serguéi Shoigú, político ruso de origen tuvano, confidente cercano de Vladímir Putin, ministro de Situaciones de Emergencia (1991-2012), gobernador del óblast de Moscú (2012), ministro de Defensa (2012-2024), presidente del Consejo de Ministros de Defensa (desde 2012) y responsable de la planificación y ejecución de la invasión rusa de Ucrania (desde 2022).
- 1957: James Bailey, jugador estadounidense de baloncesto.
- 1957: Nadine Dorries, enfermera y política británico-inglesa.
- 1957: Rebecca Jones, actriz mexicana (f. 2023).
- 1957: Martin Penc, ciclista, ganador de la medalla de bronce en los Juegos Olímpicos de 1980.
- 1957: Judge Reinhold, actor y productor estadounidense.
- 1957: Renée Soutendijk, actriz neerlandesa.
- 1957: Ján Steinhübel, historiador eslovaco.
- 1958: Christian Audigier, diseñador de moda francés (f. 2015).
- 1958: Muffy Calder, informático y académico canadiense-escocés.
- 1958: Michael Crick, periodista y escritor británico-inglés.
- 1958: Naeem Khan, diseñador de moda indio-estadounidense.
- 1958: Jefery Levy, director, productor y guionista estadounidense.
- 1958: Dagmar Mocná, teórica e historiadora literaria checoslovaca.
- 1959: Nick Cassavetes, actor, director y guionista estadounidense.
- 1959: Loretta Lynch, política estadounidense.
- 1959: Adriana Ozores, actriz española.
- 1959: Abdulla Yameen, político maldivo, 6.º presidente de las Maldivas.
- 1960: Jeffrey Dahmer, asesino en serie y caníbal estadounidense (f. 1994).
- 1960: Kent Hrbek, jugador de béisbol y comentarista deportivo estadounidense.
- 1960: Mohanlal, actor indio.
- 1960: Mark Ridgway, jugador de críquet australiano.
- 1960: Vladimir Salnikov, nadador ruso.
- 1960: Eva Suárez, tiradora olímpica española.
- 1961: Hélène Legrais, historiadora, periodista y escritora catalana en lengua francesa.
- 1961: Davide Sparti, sociólogo italiano.
- 1962: David Crumb, compositor y educador estadounidense.
- 1963: Richard Appel, guionista y productor estadounidense.
- 1963: Patrick Grant, músico y productor estadounidense.
- 1963: David Lonsdale, actor británico-inglés.
- 1963: Kevin Shields, cantante, guitarrista y productor musical, de la banda My Bloody Valentine.
- 1963: Dave Specter, guitarrista estadounidense.
- 1963: Laurie Spina, jugadora de rugby league australiana y comentarista deportiva.
- 1964: Danny Bailey, futbolista y entrenador británico-inglés.
- 1964: Ivan Bella, cosmonauta eslovaco.
- 1964: Luis Fernando Hoyos, actor colombiano.
- 1964: Mayte Martín, escritora y periodista española.
- 1964: Elisa Rego, locutora, cantante y compositora venezolana de synthpop, pop latino, new wave y baladas.
- 1964: Pete Sandoval, baterista salvadoreño expatriado en Estados Unidos, de la banda Morbid Angel.
- 1965: Rita Bosaho Gori, sanitaria, activista y política ecuatoguineana expatriada en Valencia (España); diputada en el Congreso español.
- 1965: Antonio Carmona, cantante español, de la banda Ketama.
- 1966: Lisa Edelstein, actriz y dramaturga estadounidense.
- 1966: Tatyana Ledovskaya, vallista bielorrusa.
- 1966: Sergio Mayer, actor y político mexicano.
- 1967: Chris Benoit, luchador profesional canadiense (f. 2007).
- 1967: Aditya Chopra, cineasta indio
- 1967: Alain Yzermans, político belga.
- 1968: Ilmar Raag, director, productor y guionista estonio.
- 1968: Matthias Ungemach, remero germano-australiano.
- 1968: Julie Vega, actriz y cantante filipina (f. 1985).
- 1969: Pierluigi Brivio, futbolista italiano.
- 1969: Georgiy Gongadze, periodista y director georgiano-ucraniano (f. 2000).
- 1969: Masayo Kurata, actriz de voz y cantante japonesa.
- 1969: George LeMieux, abogado y político estadounidense.
- 1969: Brian Statham, futbolista y entrenador británico-inglés nacido en Rodesia.
- 1970: Brigita Bukovec, vallista eslovena.
- 1970: Dorsey Levens, jugadora de fútbol americano y comentarista deportiva.
- 1970: Pauline Menczer, surfista australiano.
- 1970: Roman Turek, portero checo de hockey sobre hielo.
- 1970: Carl Veart, futbolista y entrenador australiano
- 1971: Hwang Dong-hyuk, director y guionista surcoreano.
- 1972: The Notorious B.I.G., rapero estadounidense (f. 1997).
- 1972: Adriano Cintra, multinstrumentista brasileño.
- 1972: Paco Ayala, bajista mexicano, de la banda Mólotov.
- 1973: Stewart Cink, golfista estadounidense.
- 1973: Noel Fielding, comediante, músico y presentador de televisión británico-inglés.
- 1973: Alberto León Herranz, ciclista español (f. 2011).
- 1974: Brad Arthur, entrenador de la liga australiana de rugby.
- 1974: Fairuza Balk, actriz estadounidense.
- 1974: Martin Doktor, piragüista checo de velocidad, dos veces campeón olímpico desde 1996.
- 1974: Havoc (Kejuan Muchita), rapero y productor estadounidense, de la banda Mobb Deep.
- 1975: Rob Jenkins, actor australiano.
- 1975: Anthony Mundine, jugador y boxeador de la liga australiana de rugby.
- 1975: Laurent Robert, futbolista francés.
- 1976: Stuart Bingham, británico-inglés Jugador de snooker.
- 1976: Abderrahim Goumri, corredor marroquí (f. 2013).
- 1976: Deron Miller, cantautor y guitarrista estadounidense.
- 1976: Christopher Tin, compositor estadounidense.
- 1977: Quinton Fortune, futbolista y entrenador internacional sudafricano.
- 1977: Maxime Brunerie, criminal francés.
- 1977: Michael Fuß, futbolista alemán.
- 1977: Ricky Williams, jugador estadounidense de fútbol americano.
- 1978: Briana Banks, actriz porno y modelo alemana expatriada en Estados Unidos.
- 1978: Choi Yong-Sin, yudoca surcoreano.
- 1978: Jamaal Magloire, jugador y entrenador canadiense de baloncesto.
- 1978: Max B, rapero y compositor estadounidense.
- 1978: Lisette Morelos, actriz mexicana.
- 1978: José Manuel Sierra, balonmanista español.
- 1978: Ricardo Rodríguez, beisbolista dominicano.
- 1978: Erin Taylor-Talcott, atleta estadounidense.
- 1978: Katharina Wagner, directora de teatro alemana.
- 1979: Damián Álvarez, futbolista argentino.
- 1979: Adam Gontier, cantante canadiense, de la banda Three Days Grace.
- 1979: Jamie Hepburn, político británico-escocés, ministro de Deportes, Mejora de la Salud y Salud Mental.
- 1979: James Clancy Phelan, escritor y académico australiano.
- 1979: Scott Smith, artista marcial mixto estadounidense.
- 1979: Sonja Vectomov, músico/compositora checa.
- 1980: Jair Domínguez, escritor y humorista catalán.
- 1980: Gotye, cantautor belga-australiano.
- 1980: Olga Peretiatko, soprano rusa lírica ligera, con facilidad para la coloratura.
- 1981: Craig Anderson, jugador estadounidense de hockey sobre hielo.
- 1981: Edson Buddle, futbolista estadounidense.
- 1981: Josh Hamilton, beisbolista estadounidense.
- 1981: Zdeněk Hřib, directivo y político checo.
- 1981: Max (Maximilian Mutzke), cantautor alemán.
- 1981: Anna Rogowska, saltadora de pértiga polaca.
- 1982: Gaspard Augé, músico francés, de la banda Justice.
- 1982: Ma'a Nonu, jugadora neozelandesa de rugby.
- 1983: Līga Dekmeijere, tenista letona.
- 1983: Deidson Araújo Maia, futbolista brasileño.
- 1984: Brandon Fields, jugador estadounidense de fútbol americano.
- 1984: Sara Goller, voleibolista alemana.
- 1984: Marek Jarolím, futbolista checo.
- 1984: Ivo Minář, tenista checo.
- 1985: Mutya Buena, cantante británica, de la banda Sugababes.
- 1985: Mark Cavendish, ciclista británico-manés.
- 1985: Isa Guha, jugador de críquet y comentarista deportivo británico-inglés.
- 1985: Lucie Hradecká, tenista checa.
- 1985: Kano, rapero británico-inglés Productor y actor.
- 1985: Dušan Kuciak, futbolista eslovaco.
- 1985: Heath L'Estrange, jugador australiano de rugby.
- 1985: Andrew Miller, beisbolista estadounidense.
- 1985: Alexander Dale Oen, nadador noruego (f. 2012).
- 1986: Gadir Huseynov, ajedrecista azerbaiyano.
- 1986: Mario Mandžukić, futbolista croata.
- 1986: Myra, cantante y actriz estadounidense.
- 1986: Park Sojin, cantautor y bailarín surcoreano.
- 1986: Eder Sánchez, marchista mexicano.
- 1986: Greg Stewart, jugador canadiense de hockey sobre hielo.
- 1986: Matt Wieters, beisbolista estadounidense.
- 1987: Beau Falloon, jugador australiano de rugby.
- 1988: Claire Cashmore, nadadora paralímpica británico-inglesa.
- 1988: Park Gyu-ri, cantante surcoreano.
- 1988: Jonny Howson, futbolista británico-inglés.
- 1988: Kaire Leibak, atleta estonio de triple salto.
- 1989: Emily Robins, actriz y cantante neozelandesa.
- 1989: Hal Robson-Kanu, futbolista británico-galés.
- 1990: Kierre Beckles, atleta barbadense.
- 1990: Tiril Eckhoff, biatleta noruego.
- 1990: René Krhin, futbolista esloveno.
- 1991: Fiodor Černych, futbolista lituano.
- 1991: Guilherme Costa Marques, futbolista brasileño.
- 1991: Roman Horák, jugador checo de hockey.
- 1991: Evgen Makarenko, futbolista ucraniano.
- 1991: Williams Pérez, beisbolista venezolano.
- 1992: Hutch Dano, actor estadounidense.
- 1992: Lisa Evans, futbolista británico-escocesa.
- 1992: Philipp Grüneberg, futbolista alemán.
- 1992: Olivia Olson, cantante y actriz estadounidense.
- 1993: Grete Gaim, biatleta estonia.
- 1993: Luke Garbutt, futbolista británico-inglés.
- 1993: Matías Kranevitter, futbolista argentino.
- 1993: Lynn Williams, futbolista estadounidense.
- 1994: Tom Daley, buceador profesional y medallista olímpico británico-inglés.
- 1994: Gemma Gili Giner, futbolista española, juega en la Primera División Femenina de España.
- 1995: Aitor Córdoba, futbolista español.
- 1995: Filippo Costa, futbolista italiano.
- 1995: Abdullah Ghanem, futbolista emiratí.
- 1995: Walter González, futbolista paraguayo.
- 1995: Judivan, futbolista brasileño.
- 1995: Diego Loyzaga, actor filipino.
- 1996: Josh Allen, jugador de fútbol americano.
- 1996: Amir Bell, baloncestista estadounidense.
- 1996: Jorge Benguché, futbolista hondureño.
- 1996: Merveille Bokadi, futbolista congoleño.
- 1996: Yannick Franke, baloncestista neerlandés.
- 1996: Karen Jachánov, tenista rusa.
- 1996: Rober Sierra, futbolista español.
- 1996: Eric Traoré, futbolista burkinés.
- 1996: Indy de Vroome, tenista neerlandés.
- 1996: Yuzuru Yoshimura, futbolista japonés.
- 1997: Federico Bonazzoli, futbolista italiano.
- 1997: Sisca Folkertsma, futbolista neerlandesa.
- 1997: Verners Kohs, baloncestista letón.
- 1997: Sisca Folkertsma, futbolista neerlandesa.
- 1997: Patrick Ngoma, futbolista zambiano.
- 1997: Viktoria Petryk, cantautora ucraniana.
- 1997: Ivan De Santis, futbolista italiano.
- 1997: Timur Zhamaletdinov, futbolista ruso.
- 1998: Lautaro Ariel Díaz, futbolista argentino.
- 1998: Ari Ólafsson, cantante islandés.
- 1998: Ricardo Schutte, futbolista portugués.
- 1998: Felipe Souza Ferreyra, futbolista brasileño.
- 1998: Jordan Usher, baloncestista estadounidense.
- 1999: Lee Jae-ik, futbolista surcoreano.
- 1999: Andreas Leknessund, ciclista noruego.
- 1999: Jovan Vlalukin, futbolista serbio.
- 2000: Elkhan Astanov, futbolista kazajo.
- 2000: Cristian Moreira, futbolista hondureño.
- 2000: Adrián Zambrano, futbolista venezolano.
- 2001: Abu Komeh, futbolista sierraleonés.
- 2001: Rıdvan Yılmaz, futbolista turco.
- 2002: Elena Huelva, activista contra el cáncer e influenciadora española (f. 2023).
- 2003: Alena Viana, taekwondista estadounidense.

## Fallecimientos
- 252: Sun Quan, militar y político chino (n. 182), emperador de Wu Oriental.
- 822: Al-Hakam I, tercer emir independiente cordobés (n. 770).
- 954: Feng Dao, aristócrata («príncipe») y canciller chino (n. 882).
- 987: Luis V, aristócrata francés (n. c. 966), rey de Francia Occidental.
- 1075: Richeza de Polonia, aristócrata («reina de Hungría») polaca (n. 1013).
- 1086: Wang Anshi, economista, estadista, reformador, filósofo, poeta chino (n. 1021), canciller durante la dinastía Song.
- 1237: Olaf el Negro, hijo manés de Godred II Olafsson.
- 1254: Conrado IV, aristócrata alemán (n. 1228), emperador del Sacro Imperio Romano Germánico.
- 1416: Ana de Celje, aristócrata («reina consorte») polaca (n. 1386).
- 1471: Enrique VI, rey inglés (n. 1421), asesinado en secreto en la torre de Londres.
- 1481: Cristiano I, rey de Dinamarca (n. 1426).
- 1512: Pandolfo Petrucci, gobernante italiano (n. 1452).
- 1524: Thomas Howard, aristócrata («2.º duque de Norfolk»), militar y político británico-inglés (n. 1443), «lord alto tesorero» de Inglaterra.
- 1542: Hernando de Soto, explorador español (n. 1500), uno de los primeros exploradores de la costa caribeña de Nicaragua y del río Misisipi.
- 1563: Martynas Mažvydas, escritor lituano (n. 1510).
- 1582: Nobunaga Oda, aristócrata y gobernante japonés (n. 1534).
- 1607: John Rainolds, erudito y académico británico-inglés (n. 1549).
- 1617: Luis Fajardo, almirante y aristócrata español (n. 1556).
- 1619: Hieronymus Fabricius, anatomista italiano-padovano (n. 1537), pionero en anatomía y cirugía, considerado el padre de la embriología.
- 1639: Tommaso Campanella, astrólogo, teólogo y poeta italiano (n. 1568).
- 1647: Pieter Corneliszoon Hooft, poeta, dramaturgo e historiador neerlandés (n. 1581).
- 1650: James Graham, aristócrata («1.º marqués de Montrose»), general y político británico-escocés (n. 1612).
- 1664: Elizabeth Poole, colona británico-inglesa (n. 1588),, fundadora de la villa de Taunton (en Massachusetts).
- 1670: Niccolò Zucchi, astrónomo y físico italiano (n. 1586).
- 1686: Otto von Guericke, físico alemán e inventor de los hemisferios de Magdeburgo (n. 1602).
- 1690: John Eliot, ministro y misionero anglo-estadounidense (n. 1604).
- 1719: Pierre Poiret, religioso, teólogo y «místico» francés (n. 1646).
- 1721: Christoph Mattern, sacerdote católico jesuita alemán (n. 1661), misionero en la India.
- 1724: Robert Harley, aristócrata («1.º conde de Oxford y conde de Mortimer») y político británico-inglés, ministro de Hacienda de Inglaterra (n. 1661).
- 1724: Antonio Salvi, médico italiano, poeta de la corte y libretista de ópera (n. 1664).
- 1734: Felipa Isabel de Orleans, aristócrata francesa (n. 1714).
- 1742: Lars Roberg, médico y académico sueco (n. 1664).
- 1747: Giovanni Baratta, escultor barroco italiano (n. 1670).
- 1760: Anna Nitschmann, poeta alemana y misionera de la Iglesia Morava (n. noviembre de 1715).
- 1762: Aleksander Józef Sułkowski, aristócrata («príncipe imperial») y general polaco-sajón (n. 1695).
- 1771: Christopher Smart, actor, dramaturgo y poeta británico-inglés (n. 1722).
- 1786: Carl Wilhelm Scheele, químico y farmacéutico germano-sueco (n. 1742).
- 1790: Thomas Warton, poeta y crítico británico-inglés (n. 1728).
- 1806: María Antonia de Borbón-Dos Sicilias, aristócrata («princesa de Asturias») española (n. 1784), primera esposa del rey Fernando VII.

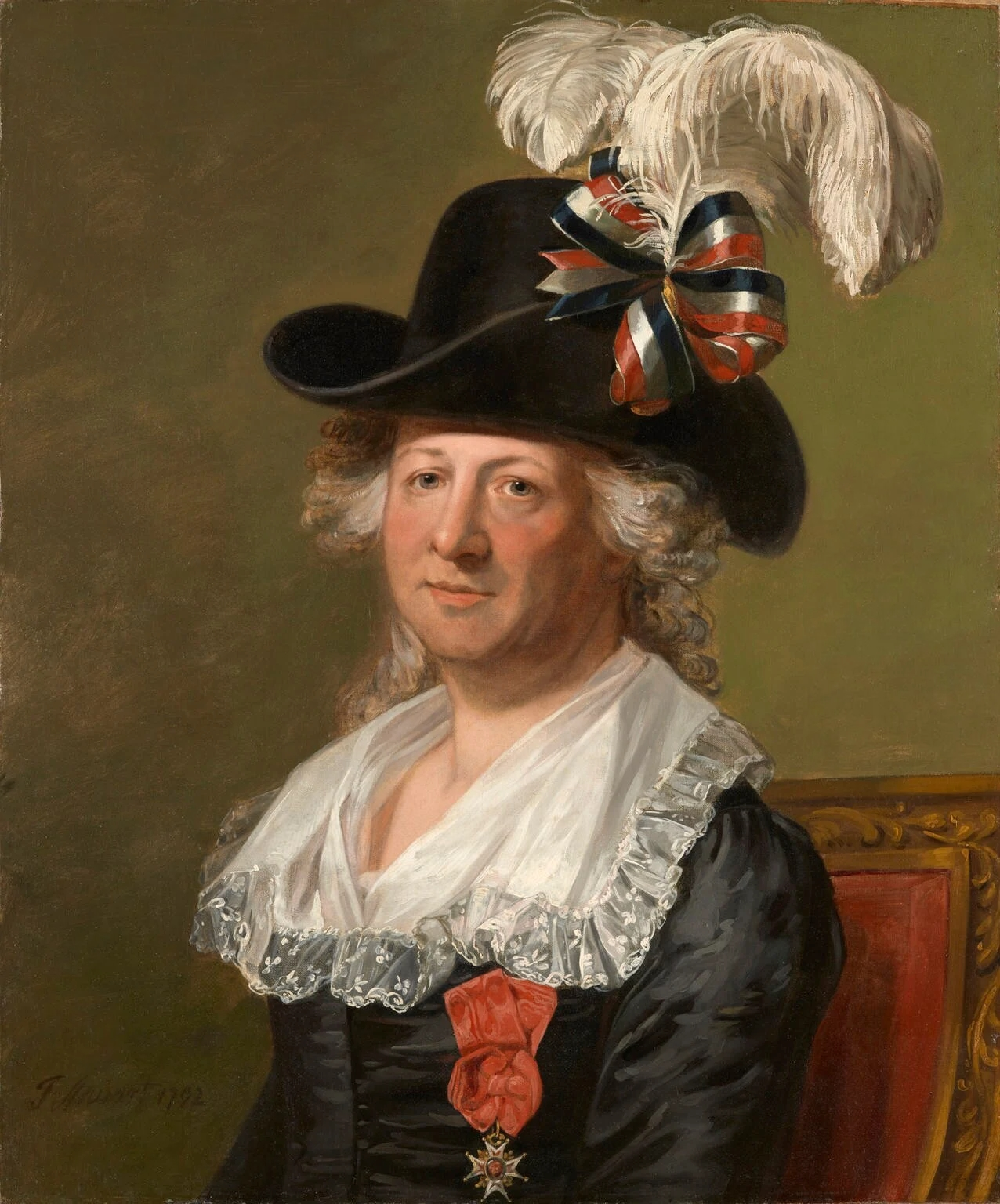
Charles de Beaumont, quien se vistió con ropas femeninas desde los 49 años de edad.

- 1810: Chevalier d'Eon (Charles-Geneviève d’Eon de Beaumont, 81), diplomático y espía travestido francés (n. 1728) al servicio del rey Luis XV hasta 1763; exiliado en el Reino Unido.
- 1813: Edward Robson, botánico británico (n. 1763).
- 1814: Jordán de Asso, naturalista, jurista e historiador español (n. 1742).
- 1815: Roman Hoffstetter, compositor alemán (n. 1742).
- 1826: Georg Friedrich Reichenbach, mecánico alemán (n. 1771).
- 1829: Sikandar Jah, aristócrata indio (n. 1768), 3.º nizam (‘reyezuelo’) de Hyderabad.
- 1829: Pedro I de Oldemburgo, aristócrata («gran duque») alemán (n. 1755), regente de Oldemburgo.
- 1838: Anton Renner, sacerdote católico, trabajó en la iglesia de San Esteban en Litoměřice (n. 1782).
- 1841: Julian Ursyn Niemcewicz, político y escritor polaco (n. 1758).
- 1844: Giuseppe Baini, sacerdote y compositor italiano (n. 1775).
- 1848: Pierre Wantzel, matemático francés (n. 1814).
- 1858: José de la Riva Agüero, militar y político peruano (n. 1783), 1.º presidente del Perú y 2.º presidente del norte del Perú.
- 1860: Phineas Gage, obrero estadounidense (n. 1823).
- 1861: Eugenio de Mazenod, sacerdote sulpiciano francés (n. 1782), canonizado por la Iglesia católica.
- 1862: John Drew Sr., actor y gerente irlandés expatriado en Estados Unidos (n. 1827), padre de John Drew Jr. (1853-1927) y tío bisabuelo de la actriz Drew Barrymore (n. 1975).
- 1865: Christian Jürgensen Thomsen, arqueólogo danés (n. 1788), autor de la división de la prehistoria en tres períodos.
- 1876: Josef František Frič, patriota, abogado y político checo (n. 1804).
- 1877: José María del Canto Marín de Poveda, militar chileno (n. 1800).
- 1877: Pere Mata y Fontanet, médico catalán (n. 1811).
- 1879: Arturo Prat, abogado y comandante chileno (n. 1848).
- 1882: Manuel Ancízar, escritor, abogado y periodista colombiano (n. 1812).
- 1885: Gavriil Yakimovich Lomakin, director coral, músico y compositor ruso (n. 1812).
- 1887: Josef Říha, abogado y político checo (n. 1830).
- 1891: Alphonso Taft, diplomático estadounidense (n. 1810).
- 1894: Émile Henry, anarquista franco-español (n. 1872).
- 1894: August Kundt, físico y académico alemán (n. 1839).
- 1895: Franz von Suppé, director de orquesta y compositor belga de operetas (n. 1819) expatriado en Austria.
- 1895: Eva Josefina Julie Potocká, aristócrata («princesa de Liechtenstein») polaca (n. 1818).
- 1897: Gregorio Luperón, militar, político y patriota dominicano (n. 1839).
- 1897: Jules Bernard Luys, neurólogo francés (n. 1828).
- 1897: Augustus Wollaston Franks, anticuario británico (n. 1826).
- 1901: Joseph Olivier, jugador de rugby francés (n. 1874).
- 1903: Emilián Skramlík, empresario y político checo (n. 1834), alcalde de Praga.
- 1904: Étienne Jules Marey, médico, científico, fotógrafo e investigador francés (n. 1830).
- 1911: Williamina Fleming, astrónoma y académica británico-escocesa (n. 1857).
- 1911: Bedřich Kamarýt, sacerdote, pintor y escritor checo (n. 1831).
- 1915: Leonid Gobyato, general e ingeniero ruso (n. 1875), inventor del mortero portátil.
- 1915: Knud Knudsen, fotógrafo noruego (n. 1832).
- 1916: Artúr Görgey, líder militar y político húngaro (n. 1818).
- 1917: Josef Cainer, organista y compositor checo (n. 1837).
- 1919: Yevgraf Stepánovich Fiódorov, matemático, cristalógrafo y mineralogista ruso (n. 1853).
- 1920: Priyanath Bose, empresario indo-bengalí (1865-1920), fundador del Gran Circo de Bengala, uno de los más crueles del mundo.
- 1920: Venustiano Carranza, político y militar mexicano (n. 1859), primer jefe del ejército constitucionalista y 54.º presidente de México entre 1915 y 1920; asesinado en Puebla.
- 1920: Eleanor H. Porter, escritora estadounidense de libros para niños y jóvenes (n. 1868).
- 1920: Willard T. Sears, arquitecto estadounidense (n. 1837).
- 1923: Ferdinand Walsin-Esterházy, oficial y espía francés (n. diciembre de 1847).
- 1925: Eisaburo Ueno, ingeniero agrónomo y docente japonés (n. 1872), dueño del famoso perro fiel Jachiko (1923-1935).
- 1926: Ronald Firbank, escritor británico expatriado en Italia (n. 1886).
- 1926: Ludwig Grillich, fotógrafo austríaco (nacido en 1855).
- 1926: Friedrich Kluge, lexicógrafo, gramático, lingüista y académico alemán (n. 1856).
- 1928: Martin Kukučín, novelista, dramaturgo y columnista eslovaco (n. 1860).
- 1929: Hanuš Kuffner, periodista, escritor e historiador militar checo (n. 1861).
- 1929: Archibald Primrose, aristócrata («5.º conde de Rosebery») y político británico-inglés (n. 1847), primer ministro del Reino Unido.
- 1930: Marie Záhořová-Němcová, profesora checa, nieta de Božena Němcová (n. 1885).
- 1930: Ludvík Lábler, arquitecto checo, constructor del Kutná Hora (n. 1855).
- 1931: Théophile Cart, esperantista francés (n. 1855).
- 1932: Marcel Boulenger, esgrimista y escritor francés (n. 1873).
- 1935: Jane Addams, activista, trabajadora social, socióloga y escritora estadounidense, cofundadora de Hull House, premio nobel de la paz en 1931 (n. 1860).
- 1935: Hugo de Vries, botánico, biólogo evolutivo y genetista neerlandés (n. 1848).
- 1938: Erdmann Spies, político checoslovaco expatriado en Alemania (n. 1862).
- 1939: Grigory Sokolnikov, político y diplomático soviético checo (nacido el 15 de agosto de 1888).
- 1940: Billy Minter, futbolista y entrenador británico-inglés (n. 1888).
- 1940: Iván Sekanina, periodista comunista y abogado checoslovaco, luchador contra el fascismo alemán (n. 1900).
- 1944: Zurab Avalashvili, historiador, jurista, político y diplomático georgiano (n. 1876).
- 1944: René Daumal, escritor francés (n. 1906).
- 1946: Elemír Vollay, político checoslovaco (n. 1871).
- 1949: Klaus Mann, novelista, dramaturgo, crítico literario y periodista alemán (n. 1906).
- 1949: Stanislav Otruba, compositor checoslovaco (n. 1868).
- 1951: Eduardo Arozamena, actor y cineasta mexicano (n. 1875).
- 1952: John Garfield, actor estadounidense (n. 1913).
- 1953: Ernst Zermelo, matemático alemán (n. julio de 1871).
- 1955: Andrés Eloy Blanco, poeta y político venezolano (n. 1896).
- 1955: Andělín Novák, profesor y archivero checoslovaco (n. 1878), revitalizador de Silesia.
- 1955: Mukbile Sultan, aristórcrata («princesa») otomano-turca (n. 1911), nieta del sultán Mehmed V.
- 1956: Harry Bensley, empresario y aventurero británico-inglés (n. 1877).
- 1956: Oldřich Zajíček, futbolista checoslovaco (n. 1911).
- 1957: Alexander Vertinsky, cantautor, actor y poeta soviético-ucraniano (n. 1889).
- 1959: Jan Remiger, sacerdote católico checo, obispo auxiliar de Praga (n. 1879).
- 1963: Roberto José Tavella, religioso, escritor y docente argentino (n. 1893).
- 1964: James Franck, físico, químico y académico alemán, premio nobel de física en 1925 (n. 1882).
- 1965: Marguerite Bise, cocinera francesa (n. 1898).
- 1965: Geoffrey de Havilland, piloto e ingeniero británico-inglés (n. 1882), diseñó el avión De Havilland Mosquito.
- 1966: Marya Freund, soprano polaca expatriada en Francia (n. 1876).
- 1966: Dorothy Macmillan, aristócrata británica (n. 1900).
- 1966: Ricard Opisso, dibujante y caricaturista español  (n. 1880).
- 1967: Géza Lakatos, general húngaro, primer ministro de Hungría (n. 1890).
- 1968: Doris Lloyd, actriz británico-inglesa (n. 1896).
- 1969: Richard Fremund, pintor, artista gráfico y escenógrafo checoslovaco (n. 1928).
- 1969: Enrique Fernando de Toscana, aristócrata («archiduque» y «príncipe de Toscana») austríaco (n. 1878).
- 1970: E. L. Grant Watson, biólogo y escritor británico expatriado en Australia (n. 1885).
- 1970: František Škvor, director de orquesta y compositor checoslovaco (n. 1898).
- 1973: František Bartoš, compositor checoslovaco (n. 1905).
- 1973: Iván Kónev, mariscal y general soviético-ruso (n. 1897).
- 1973: Vaughn Monroe, cantante, trompetista, director de orquesta y actor estadounidense (n. 1911).
- 1974: Jaroslav Marvan, actor checo (n. diciembre de 1901).
- 1976: Karel Lidický, escultor y medallista checo (n. junio de 1900).
- 1979: Blue Mitchell, trompetista estadounidense de jazz (n. 1930).
- 1979: Ashiq Talib (102), trovador (ashiq) soviético-azerbaiyano (n. 1877), hijo del ashik Ashig Alasgar (1821-1826).
- 1980: Ida Kamińska, actriz polaca (n. 1899).
- 1980: Roberto Wachholtz, político chileno (n. 1899).
- 1981: Marcel·lí Massana i Bancells, guerrillero antifranquista español (n. 1918).
- 1981: Raymond McCreesh, voluntario del PIRA y huelguista de hambre (n. 1957).
- 1981: Patsy O'Hara, voluntaria del INLA y huelguista de hambre (n. 1957).
- 1983: Kenneth Clark, historiador y escritor británico-inglés (n. 1903).
- 1983: Eric Hoffer, escritor y filósofo estadounidense (n. 1902).
- 1984: Rogelio A. González, actor y cineasta mexicano (n. 1922).
- 1984: Ann Little, actriz estadounidense (n. 1891).
- 1985: Willy Maywald, fotógrafo alemán (n. 1907).
- 1987: Vafa Fatullayeva, actriz azerbaiyana (n. 1945).
- 1987: Marie Větrovská, gimnasta checoslovaca, medallista de plata en los Juegos Olímpicos de 1936 (n. 1912).
- 1988: Sammy Davis Sr., actor y bailarín afroestadounidense (n. 1900).
- 1988: Čestmír Kafka, pintor checoslovaco (n. 1922).
- 1991: Huseyn Aliyev, pintor soviético-azerbaiyano, Artista del Pueblo de la República Socialista de Azerbaiyán (f. 1991).
- 1991: Rajiv Gandhi, político indio, 6.º primer ministro de la India (n. 1944); asesinado.
- 1993: Pilar Brabo Castells, física y política española (n. 1943).
- 1993: John Dutton Frost, militar británico (n. 1912).
- 1993: Jánuš Kubíček, pintor checo (n. diciembre de 1921).
- 1994: Giovanni Goria, político italiano, primer ministro de Italia (n. 1943).
- 1994: Mohammad Nasiruddin, periodista y editor indo-bengalí, pionero del periodismo en Bengala.
- 1994: Francisco Otero Besteiro, escultor español (n. 1933).
- 1995: Les Aspin, capitán y político estadounidense (n. 1938), 18.º secretario de Defensa de los EE. UU.
- 1995: Annie M. G. Schmidt, escritora neerlandesa (n. 1911), considerada una de las más grandes escritoras de su país.
- 1996: Paul Delph, cantautor y productor estadounidense (n. 1957).
- 1996: Ljuba Hermanová, actriz y cantante checa (n. 1913).
- 1996: Lash LaRue, actor y productor estadounidense (n. 1917).
- 1996: Villem Raam, crítico, conservador de arte e historiador estonio (n. 1910).
- 1996: Fernando Volio Jiménez, político costarricense (n. 1924).
- 1997: Noël Browne, político irlandés (n. 1915).
- 1998: Robert Gist, actor y director estadounidense (n. 1917).
- 1999: Bugz, rapero estadounidense (n. 1978), de la banda D12.
- 1999: Norman Rossington, actor estadounidense (n. 1928).
- 2000: Barbara Cartland, novelista británico-inglesa (n. 1901).
- 2000: John Gielgud, actor británico-inglés (n. 1904).
- 2000: Mark R. Hughes, empresario estadounidense (n. 1956), fundador de Herbalife; fallecido por sobredosis de medicamentos y bebidas alcohólicas.
- 2000: Erich Mielke, político alemán (n. 1907), ministro de Seguridad del Estado (Stasi) de la República Democrática Alemana.
- 2001: Josef Daněk, inventor checo (n. abril de 1920).
- 2001: Tad Szulc, periodista y escritor estadounidense (n. 1926).
- 2002: Niki de Saint Phalle, escultora, pintora y cineasta francesa (n. 1930).
- 2003: Sumitra Mukherjee, actriz indo-bengalí (n. 1949).
- 2003: Alejandro de Tomaso, piloto de automovilismo y empresario argentino (n. 1928), fundador de la empresa de automóviles deportivos De Tomaso.
- 2003: Frank D. White, capitán, banquero y político estadounidense, 41.º gobernador de Arkansas (n. 1933).
- 2005: Deborah Berger, artista estadounidense (n. 1956).
- 2005: Bohumil Eliáš Sr., artista del vidrio, escultor, artista gráfico y pintor checo (n. 1937).
- 2005: Stephen Elliott, actor estadounidense (n. 1918).
- 2005: Howard Morris, actor y director estadounidense (n. 1919).
- 2006: Pierre Bastien, médico francés (n. 1924).
- 2006: Spencer Clark, piloto de carreras estadounidense (n. 1987).
- 2006: Katherine Dunham, bailarina, coreógrafa y escritora estadounidense (n. 1909).
- 2006: Cherd Songsri, cineasta, productor y guionista tailandés (n. 1931).
- 2006: Billy Walker, cantautor y guitarrista estadounidense (n. 1929).
- 2009: Kamal Alakbarov, pintor azerbaiyano (n. 1928).
- 2012: Eddie Blazonczyk, cantautor estadounidense (n. 1941).
- 2012: Otis Clark (109), mayordomo afroestadounidense (n. 1903), superviviente de los disturbios raciales de Tulsa (estado de Oklahoma) del 31 de mayo de 1921, en que una turba de evangélicos blancos asesinó a unos 300 hombres, mujeres y niños de piel negra; unas 10 000 personas negras quedaron sin hogar.
- 2012: Roman Dumbadze, comandante georgiano (n. 1964).
- 2012: Stanislav Remunda, actor y director checo de teatro (n. 1927).
- 2012: Douglas Rodríguez, boxeador cubano (n. 1950).
- 2012: Milton Schinca, dramaturgo y escritor uruguayo (n. 1926).
- 2012: Bill Stewart, jugador y entrenador estadounidense de fútbol americano (n. 1952).
- 2012: Alan Thorne, antropólogo y académico australiano (n. 1939).
- 2013: Trevor Bolder, músico británico (n. 1950).
- 2013: Frank Comstock, trombonista, director de orquesta y compositor estadounidense (n. 1922).
- 2013: Cot Deal, jugador y entrenador estadounidense de béisbol (n. 1923).
- 2013: Leonard Marsh, empresario estadounidense (n. 1933), cofundador de la empresa Snapple.
- 2013: Christian de Rosenborg, aristócrata («conde») danés, miembro de la «familia real» danesa (n. 1942).
- 2013: Bob Thompson, pianista y compositor estadounidense (n. 1924).
- 2013: Dominique Venner, periodista e historiador francés (n. 1935).
- 2014: Tunku Annuar, aristócrata malasio (n. 1939), hijo de Badlishah de Kedah.
- 2014: Johnny Gray, beisbolista estadounidense (n. 1926).
- 2014: Jaime Lusinchi, médico y político venezolano, presidente de Venezuela entre 1984 y 1989 (n. 1924).
- 2014: Alireza Soleimani, luchador profesional iraní (n. 1956).
- 2015: Jassem Al-Kharafi, empresario y político kuwaití (n. 1940), 8.º presidente de la Asamblea Nacional de Kuwait.
- 2015: Fred Gladding, beisbolista y entrenador estadounidense (n. 1936).
- 2015: Louis Johnson, bajista y productor estadounidense (n. 1955).
- 2015: Annarita Sidoti, marchista italiana (n. 1969).
- 2015: Twinkle, cantautor británico-inglés (n. 1948).
- 2016: Nick Menza, baterista y compositor estadounidense (n. 1963), de la banda Megadeath.
- 2018: Clint Walker, actor estadounidense (n. 1927).
- 2019: Jan A. P. Kaczmarek, compositor polaco (n. 1953).
- 2019: Rik Kuypers, cineasta belga (n. 1925).
- 2019: Alan Merten, académico estadounidense (n. 1941), rector de la Universidad George Mason.
- 2019: Bohumil Staša, piloto checo de motociclismo (n. 1944).
- 2019: Binyavanga Wainaina, escritor keniano (n. 1971).
- 2020: Lluís Juste de Nin, dibujante, ilustrador y titiritero (n. 1945), director creativo de la marca Armand Basi.
- 2020: Oliver E. Williamson, economista estadounidense (n. 1932), premio nobel de economía en 2009.
- 2021: Sundarlal Bahuguna, ambientalista indio (n. 1927), líder del movimiento Chipko.
- 2021: Tahir Salahov, pintor azerbaiyano (n. 1928).
- 2022: Tania Tinoco, periodista ecuatoriana (n.1963).
- 2023: Ray Stevenson, actor británico (n. 1964).
- 2024: Omar Geles, acordeonero y compositor colombiano de vallenato (n. 1967).
- 2025: Mariano Ozores, cineasta español (n. 1926).
- 2025: Jiří Pernes, historiador, político y profesor universitario moravo checo (n. 1948).

## Celebraciones

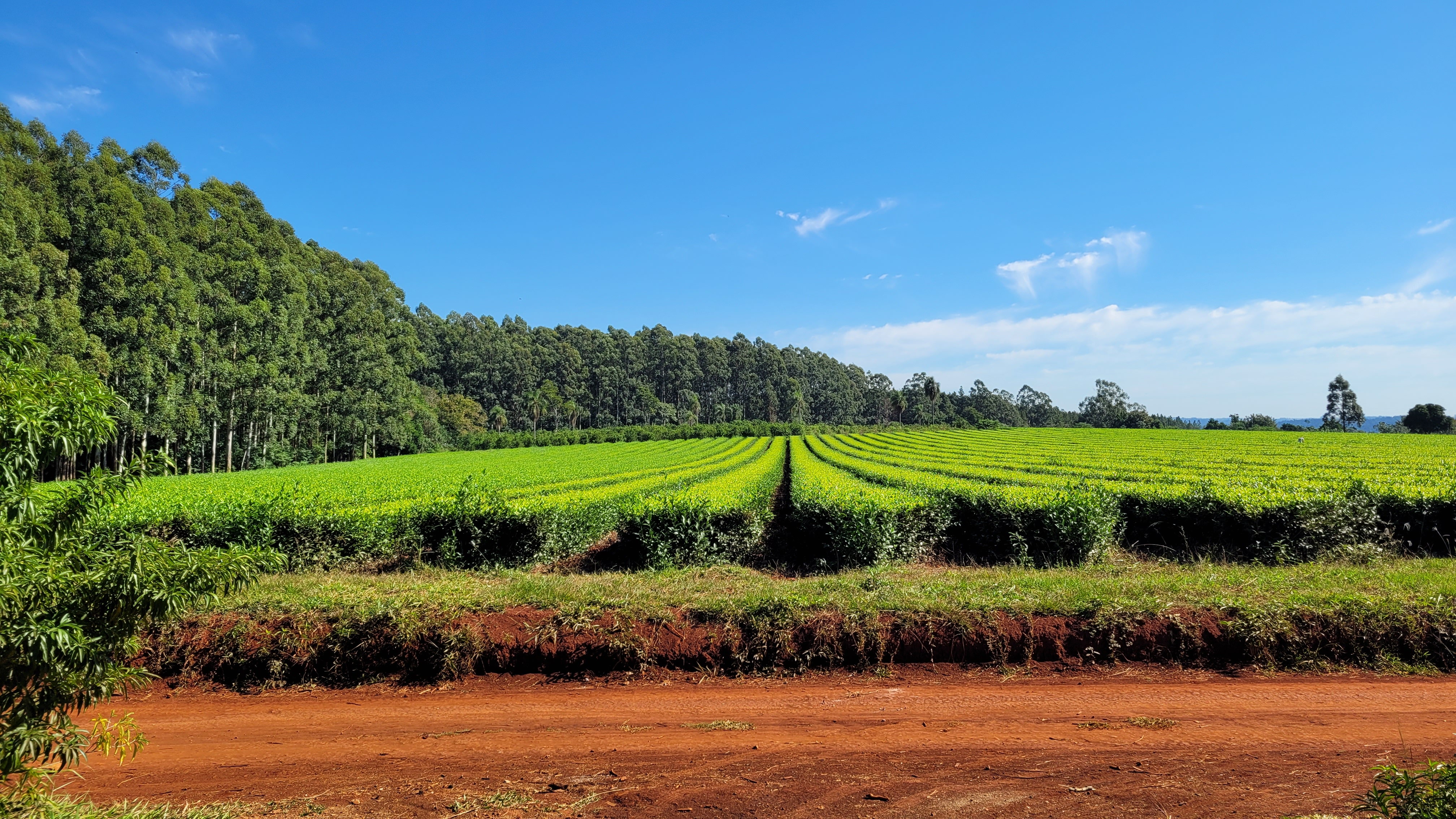
Teales en Oasis, municipio Jardín América, Misiones, Argentina.

- Día Internacional del Té.
En homenaje a la segunda bebida más consumida en el mundo después del agua. Para aumentar la conciencia sobre la importancia de esta planta y los beneficios del consumo de esta infusión.

- Día Mundial de la Diversidad Cultural para el Diálogo y el Desarrollo.
Fue proclamado por la Asamblea General de las Naciones Unidas en el año 2002, a raíz de la adopción en 2001 de la Declaración Universal sobre la Diversidad Cultural por parte de la UNESCO. Tiene como objetivo fomentar el entendimiento mutuo entre las diferentes culturas del mundo, promover el respeto hacia la diversidad cultural, impulsar el diálogo intercultural y luchar contra los estereotipos y prejuicios, promoviendo sociedades inclusivas.

- Día Mundial de Protección de la Lactancia Materna.
Impulsado por la Organización Panamericana de la Salud (OPS), este día busca visibilizar los desafíos que enfrentan las madres. Entre ellos, destacan las presiones comerciales, las condiciones laborales adversas y la falta de información adecuada. Según datos recientes de UNICEF, solo 45% de los bebés en América Latina reciben lactancia materna exclusiva durante sus primeros seis meses, muy lejos de la meta del 70% que se propone para 2030.

 Por países
(Por orden alfabético)
- Argentina: 
  - Día del Registrador Inmobiliario.
En este día, se conmemora la sanción de la primera Ley Registral en 1879, que sentó las bases del moderno Derecho Registral en Argentina. En muchos lugares, este día se utiliza para reconocer la labor de los registradores inmobiliarios y la importancia del Registro de la Propiedad Inmueble.
  -  Misiones: 
    - Aniversario de Caraguatay.[6]
Fundación: 21 de mayo de 1926 (99 años).[7]

- Chile
  - Día de las Glorias Navales.
Se conmemora los combates navales de Iquique y Punta Gruesa.
  - Día del Abogado.
Coincide con el natalicio de Manuel Montt Torres (n. 1809), abogado, jurista, político y expresidente de la República (1851–1861).

- Colombia:
  - Día de la Afrocolombianidad.
Se conmemora cuando el gobierno de José Hilario López decretó la abolición de la esclavitud en Colombia.[8]

- España:
  - Día Nacional de la Seguridad Privada.
Jornada dedicada a reconocer la labor profesional que realizan los vigilantes de seguridad, escoltas, operadores de centrales de alarma, detectives privados, y otros profesionales del sector de la seguridad privada.

- Estados Unidos:
  - Día de Comer Más Frutas y Verduras.[9]
(en inglés: National Eat More Fruits and Vegetables Day).

- México:
  - Día del Instituto Politécnico Nacional.
    - Córdoba: tiene lugar una batalla decisiva para el movimiento independentista de México en 1821, en el lugar conocido como La Casa Quemada, los insurgentes al mando de José Joaquín de Herrera derrotan a las huestes del realista Hevia, quien perece en la confrontación.

- Venezuela:
  - Día del Optometrista.
Aniversario de la fundación del Colegio de Optometrista de Venezuela: 21 de mayo de 1949 (76 años).

Compartidas
- Unión Europea:
  - Día Europeo de la Red Natura 2000.
Jornada para dar a conocer y revalorizar esta red de espacios protegidos en todos los países de la Unión Europea.[10]

### Santoral católico

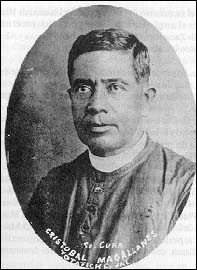
San Cristóbal Magallanes.

- San Cristóbal Magallanes y compañeros. (imagen ilustrativa).
- San Eugenio de Mazenod.
- San Hemming de Abo.
- San Hospicio de Niza.
- San Mancio.
- San Paterno de Dariorige.
- San Polieucto.
- San Teobaldo de Vienne.
- San Timoteo de Mauritania.
- Beato Juan Mopinot.